# Lista de anfíbios do Brasil
|  | Lista de anfíbios do Brasil |  | Lista de aves do Brasil |  | Lista de mamíferos do Brasil |  | Lista de peixes do Brasil |  | Lista de répteis do Brasil |  | Lista de dinossauros do Brasil |  |

Esta é uma lista das 1049 espécies de anfíbios do Brasil
Observações:
- A lista segue a última versão da Sociedade Brasileira de Herpetologia publicada por Segalla e colaboradores em julho de 2014,[1] com adições de Lourenço-de-Moraes, Ferreira, Foquet & Bastos (2014),[2] Mângia, Santana, Cruz & Feio (2014),[3] Castroviejo-Fisher, Guayasamin, Gonzalez-Voyer & Vilà (2014),[4] Pontes, Caramaschi & Pombal (2014),[5] Pansonato, Mudrek, Veiga-Menoncello, Rossa-Feres, Martins & Strüssmann (2014),[6] Pansonato, Mudrek, Simioni, Martins & Strüssmann (2014),[7] Orrico, Peloso, Sturaro, Silva-Filho, Necjel-Oliveira, Gordo, Faivovich & Haddad (2014),[8] Lourenço, Luna & Pombal (2014),[9] Lima, Simões & Kaefer (2014),[10] de Sá, Grant, Camargo, Heyer, Ponssa & Stanley (2014),[11] Roberto, Brito & Thomé (2014),[12] Fouquet, Souza, Nunes, Kok, Curcio, Carvalho, Grant & Rodrigues (2015),[13] Pimenta Caramaschi & Cruz (2015),[14] Sá, Canedo, Lyra & Haddad (2015),[15] Araújo-Vieira, Brandão & Faria (2015),[16] Wilkinson, Antoniazzi & Jared (2015),[17] Bruschi, Lucas, Garcia & Recco-Pimentel, (2015),[18] Ribeiro, Bornschein, Belmonte-Lopes, Firkowski, Morato & Pie (2015).[19]
- A organização da lista segue a ordem alfabética.

## Ordem Anura
Família Allophrynidae Goin, Goin & Zug, 1978
- Allophryne ruthveni Gaige, 1926
- Allophryne relicta Caramaschi, Orrico, Faivovich, Dias & Solé, 2013

Família Alsodidae Mivart, 1869
- Limnomedusa macroglossa (Duméril & Bibron, 1841)

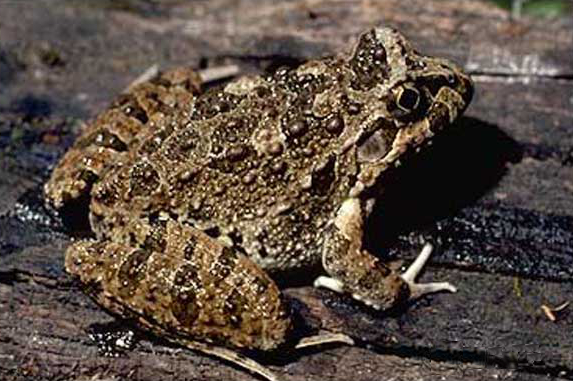
Limnomedusa macroglossa

Família Aromobatidae Grant, Frost, Caldwell, Gagliardo, Haddad, Kok, Means, Noonan, Schargel & Wheeler, 2006
- Allobates brunneus (Cope, 1887)

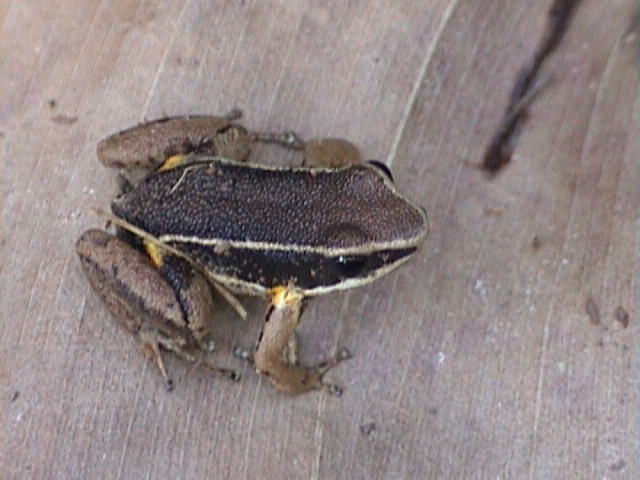
Allobates femoralis

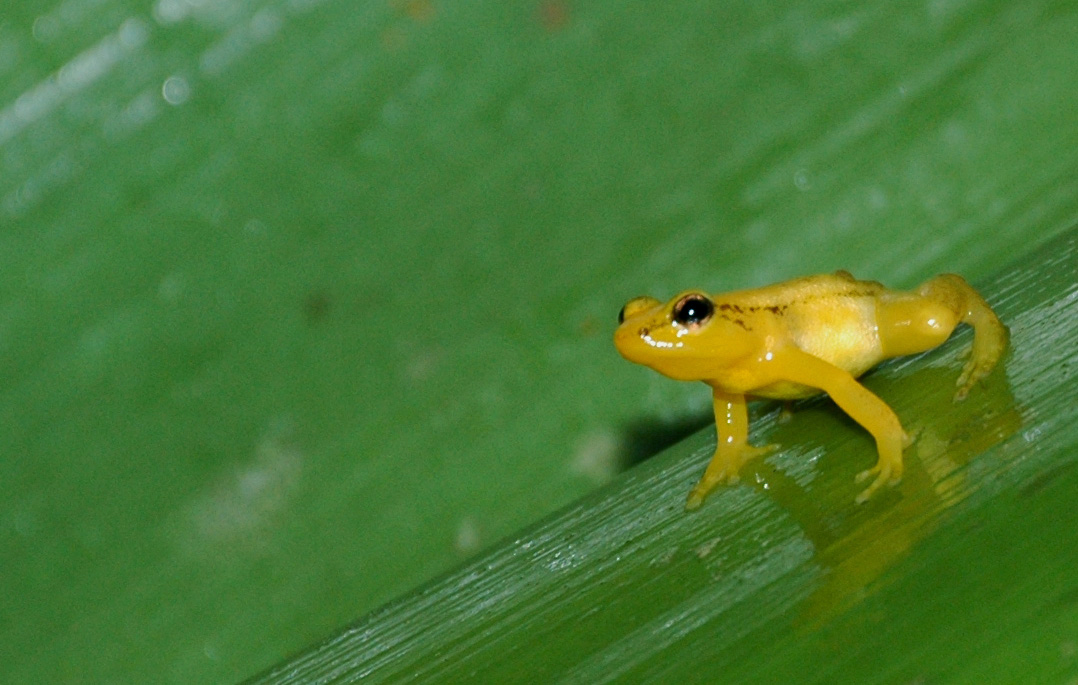
Anomaloglossus beebei

- Allobates caeruleodactylus (Lima & Caldwell, 2001)
- Allobates conspicuus (Morales, 2002)
- Allobates crombiei (Morales, 2002)
- Allobates femoralis (Boulenger, 1884)
- Allobates flaviventris Melo-Sampaio, Souza & Peloso, 2013
- Allobates fuscellus (Morales, 2002)
- Allobates gasconi (Morales, 2002)
- Allobates goianus (Bokermann, 1975)
- Allobates grillisimilis Simões, Sturaro, Peloso & Lima, 2013
- Allobates hodli Simões, Lima & Farias, 2010
- Allobates magnussoni Lima, Simões & Kaefer, 2014
- Allobates marchesianus (Melin, 1941)
- Allobates masniger (Morales, 2002)
- Allobates nidicola (Caldwell & Lima, 2003)
- Allobates olfersioides (A. Lutz, 1925)
- Allobates paleovarzensis Lima, Caldwell, Biavati & Montanarim, 2010
- Allobates subfolionidificans (Lima, Sanchez & Souza, 2007)
- Allobates sumtuosus (Morales, 2000)
- Allobates vanzolinius (Morales, 2000)
- Anomaloglossus apiau Fouquet, Souza, Nunes, Kok, Curcio, Carvalho, Grant & Rodrigues, 2015
- Anomaloglossus baeobatrachus (Boistel & de Massari, 1999)
- Anomaloglossus beebei (Noble, 1923)
- Anomaloglossus stepheni (Martins, 1989)
- Anomaloglossus tamacuarensis (Myers & Donelly, 1997)
- Anomaloglossus tepequem Fouquet, Souza, Nunes, Kok, Curcio, Carvalho, Grant & Rodrigues, 2015

Família Brachycephalidae Günther, 1858
- Brachycephalus alipioi Pombal & Gasparini, 2006

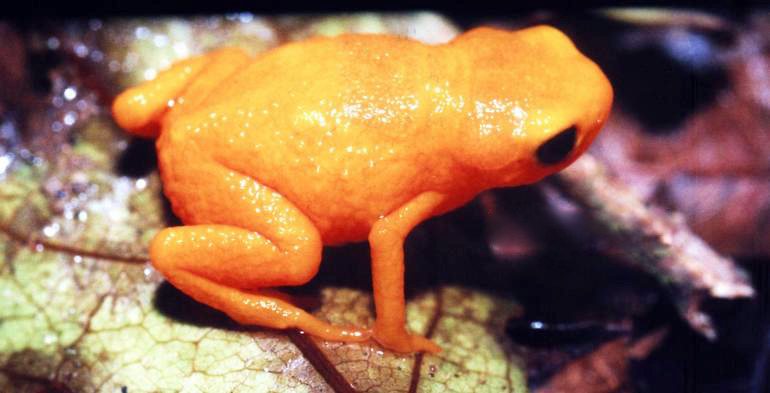
Brachycephalus ephippium

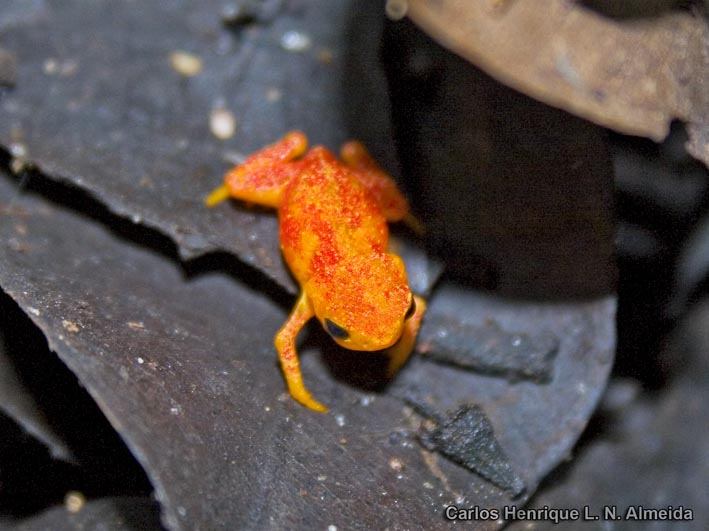
Brachycephalus pitanga

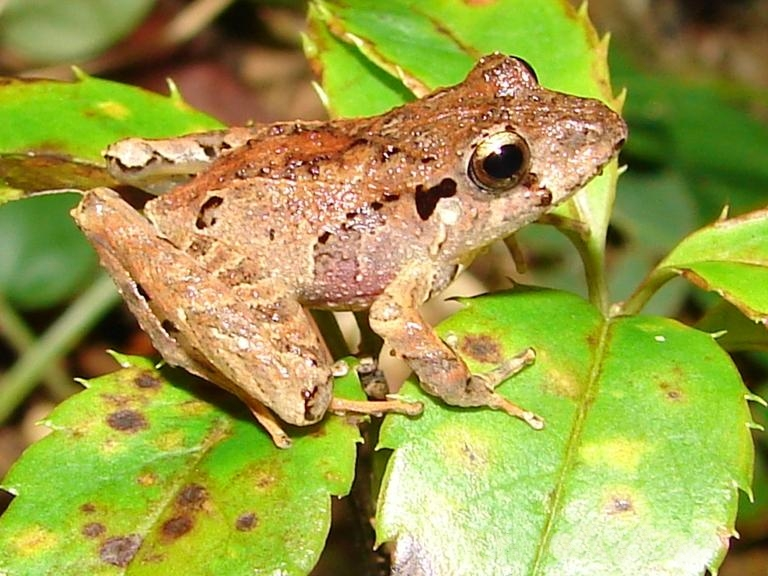
Ischnonecma henselii

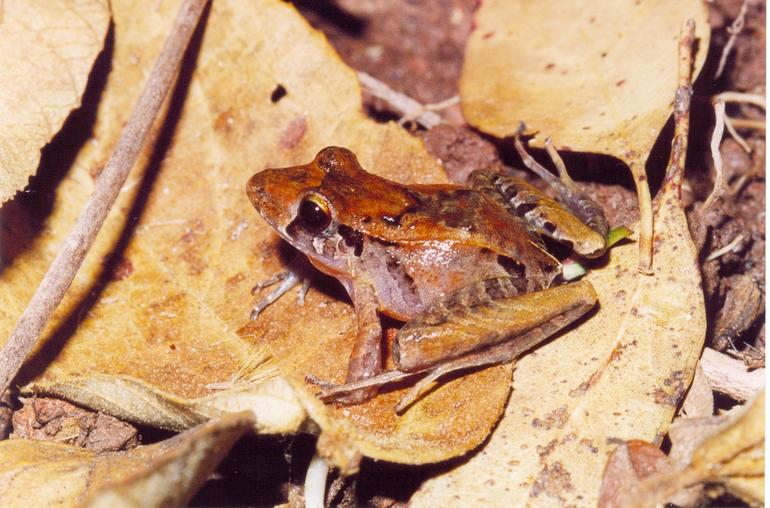
Ischnocnema izecksohni

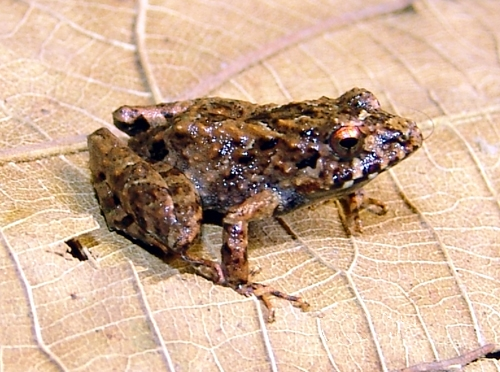
Ischnocnema verrucosa

- Brachycephalus auroguttatus Ribeiro, Firkowski, Bornschein & Pie, 2015
- Brachycephalus atelopoide Miranda-Ribeiro, 1920
- Brachycephalus boticario Pie, Bornschein, Firkowski, Belmonte-Lopes & Ribeiro, 2015
- Brachycephalus brunneus Ribeiro, Alves, Haddad & dos Reis, 2005
- Brachycephalus bufonoides Miranda-Ribeiro, 1920
- Brachycephalus crispus Condez, Clemente-Carvalho, Haddad & dos Reis, 2014
- Brachycephalus didactylus (Izecksohn,1971)
- Brachycephalus ephippium (Spix, 1824)
- Brachycephalus ferruginus Alves, Ribeiro, Haddad & dos Reis, 2006
- Brachycephalus fuscolineatus Pie, Bornschein, Firkowski, Belmonte-Lopes & Ribeiro, 2015
- Brachycephalus garbeanus Miranda-Ribeiro, 1920
- Brachycephalus guarani Clemente-Carvalho, Giaretta, Condez, Haddad & dos Reis, 2012
- Brachycephalus hermogenesi (Giaretta & Sawaya, 1998)
- Brachycephalus izecksohni Ribeiro, Alves, Haddad & dos Reis, 2005
- Brachycephalus leopardus Ribeiro, Firkowski & Pie, 2015
- Brachycephalus margaritatus Pombal & Hizecksohn, 2011
- Brachycephalus mariaeterezae Bornschein, Morato, Firkowski, Ribeiro & Pie, 2015
- Brachycephalus nodoterga Miranda-Ribeiro,1920
- Brachycephalus olivaceus Bornschein, Morato, Firkowski, Ribeiro & Pie, 2015
- Brachycephalus pernix Pombal, Wistuba & Bornschein, 1998
- Brachycephalus pitanga Alves, Sawaya, dos Reis & Haddad, 2009
- Brachycephalus pombali Alves, Ribeiro, Haddad & dos Reis, 2006
- Brachycephalus pulex Napoli, Caramaschi, Cruz & Dias, 2011
- Brachycephalus toby Haddad, Alves, Clemente-Carvalho & dos Reis, 2010
- Brachycephalus tridactylus Garey, Lima, Hartmann & Haddad, 2012
- Brachycephalus verrucosus Ribeiro, Firkowski, Bornschein & Pie, 2015
- Brachycephalus vertebralis Pombal, 2001
- Ischnocnema abdita Canedo & Pimenta, 2010
- Ischnocnema bolbodactyla (A. Lutz, 1925)
- Ischnocnema concolor Targino, Costa & Carvalho-e-Silva, 2009
- Ischnocnema epipeda (Heyer, 1984)
- Ischnocnema erythromera (Heyer, 1984)
- Ischnocnema gehrti (Miranda-Ribeiro, 1926)
- Ischnocnema gualteri (B. Lutz, 1974)
- Ischnocnema guentheri (Steindachner, 1864)
- Ischnocnema henselii (Peters, 1872)
- Ischnocnema hoehnei (B. Lutz, 1959)
- Ischnocnema holti (Cochran, 1948)
- Ischnocnema izecksohni (Caramaschi & Kisteumacher, 1989)
- Ischnocnema juipoca (Sazima & Cardoso, 1978)
- Ischnocnema karst Canedo, Targino, Leite & Haddad, 2012
- Ischnocnema lactea (Miranda-Ribeiro, 1923)
- Ischnocnema manezinho (Garcia, 1996)
- Ischnocnema melanopygia Targino, Costa & Carvalho-e-Silva, 2009
- Ischnocnema nanahallux Brusquetti, Thomé, Canedo, Condez, Haddad, 2013
- Ischnocnema nasuta (A. Lutz, 1925)
- Ischnocnema nigriventris (A. Lutz, 1925)
- Ischnocnema octavioi (Bokermann, 1965)
- Ischnocnema oea (Heyer, 1984)
- Ischnocnema paranaensis (Langone & Segalla, 1996)
- Ischnocnema parva (Girard, 1853)
- Ischnocnema penaxavantinho Giaretta, Toffoli & Oliveira, 2007
- Ischnocnema pusilla (Bokermann, 1967)
- Ischnocnema randorum (Heyer, 1985)
- Ischnocnema sambaqui (Castanho & Haddad, 2000)
- Ischnocnema spanios (Heyer, 1985)
- Ischnocnema surda Canedo, Pimenta, Leite & Caramaschi, 2010
- Ischnocnema venancioi (B. Lutz, 1959)
- Ischnocnema verrucosa (Reinhardt & Lütken, 1862)
- Ischnocnema vizottoi Martins & Haddad, 2010

Família Bufonidae Gray, 1825

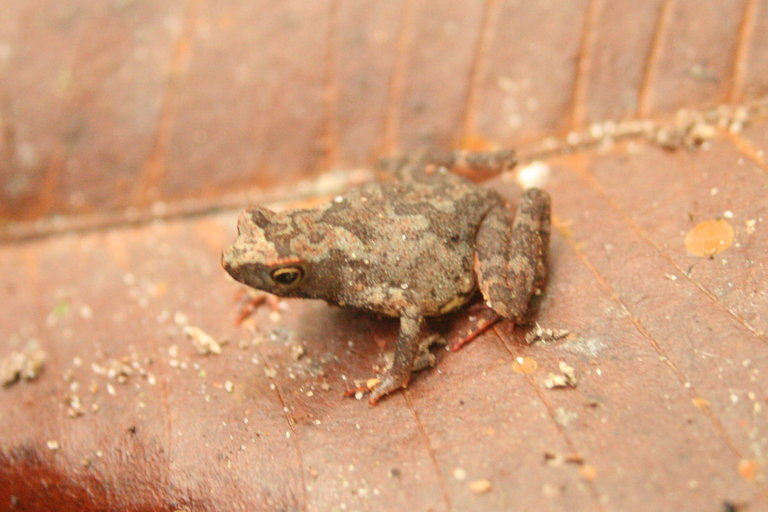
Amazophrynella minuta

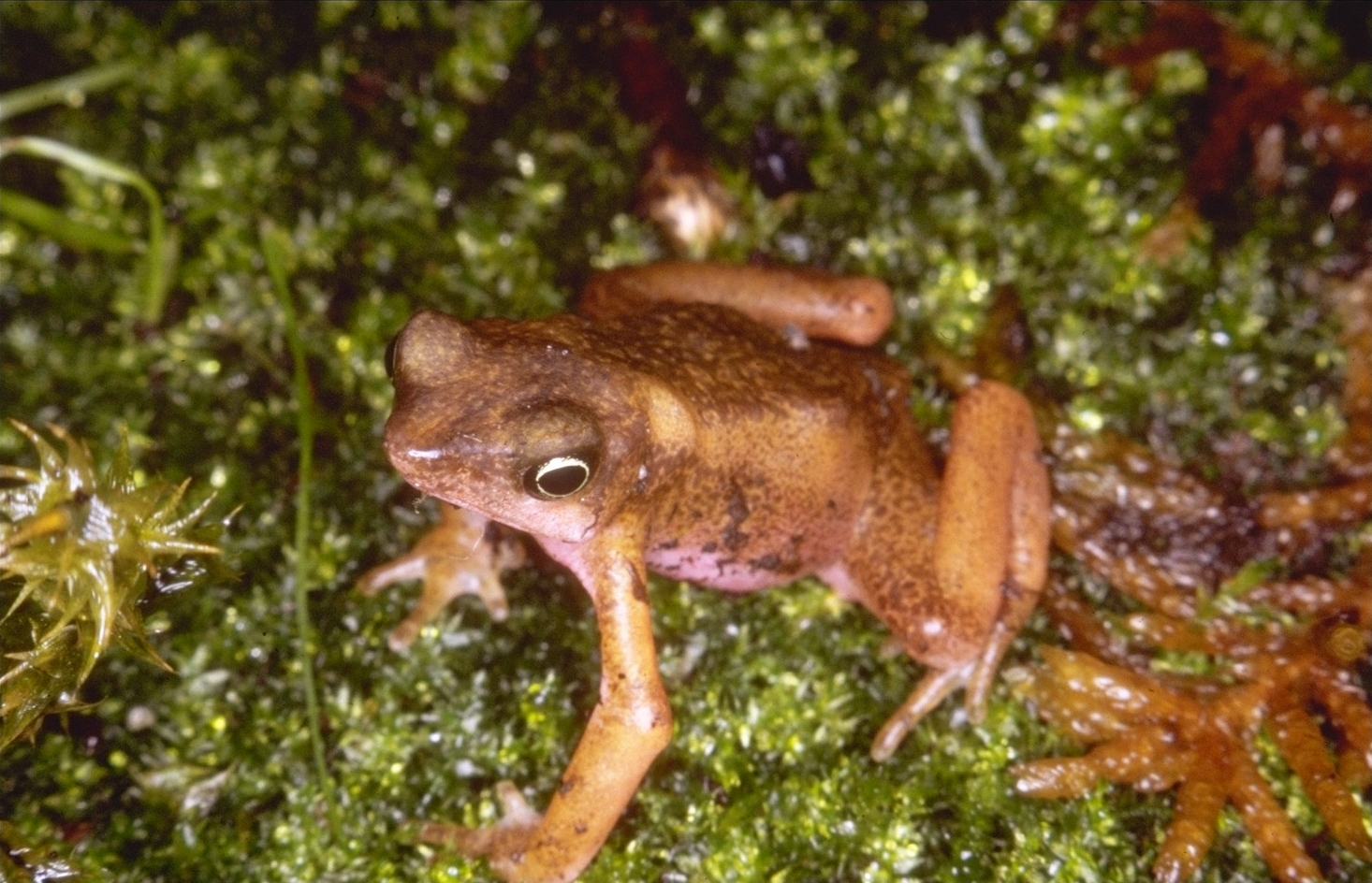
Atelopus flavescens

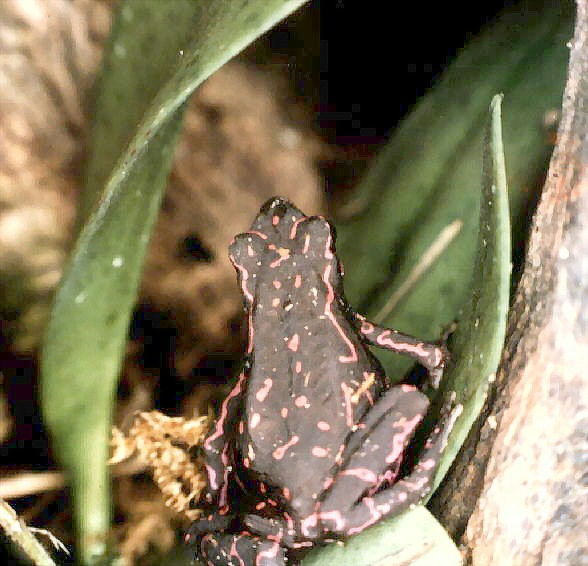
Atelopus spumarius

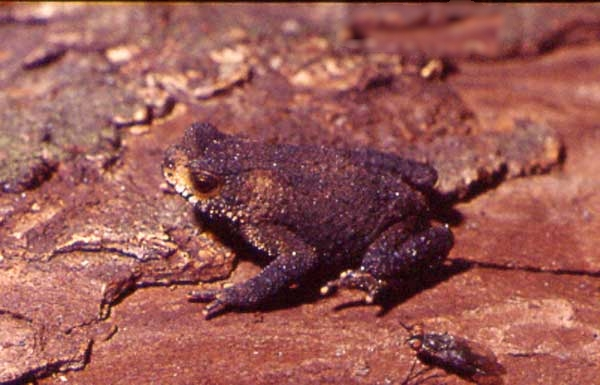
Melanophryniscus devicenzii

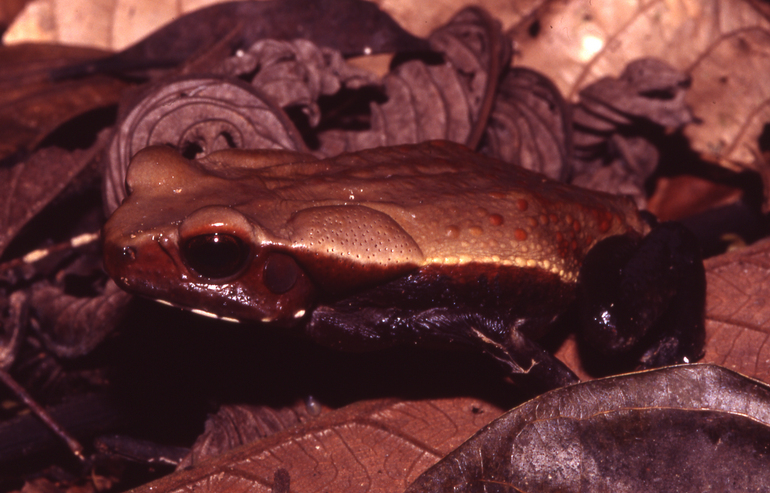
Rhaebo guttatus

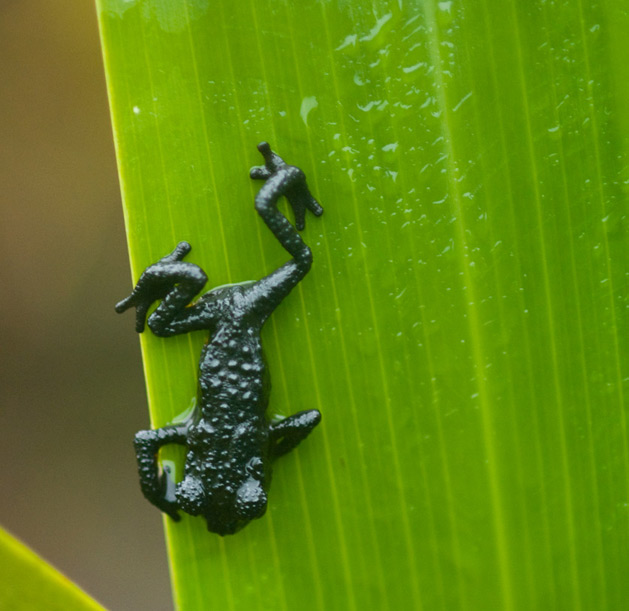
Oreophrynella quelchii

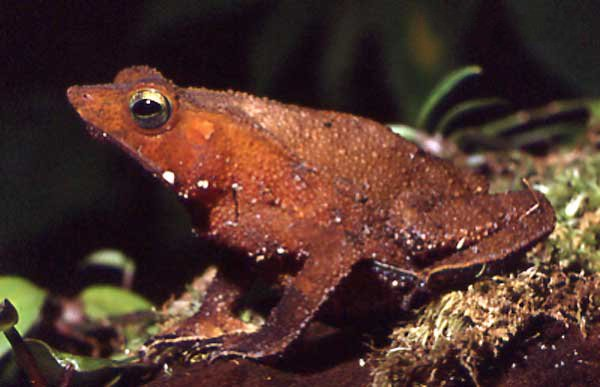
Rhinella proboscidea

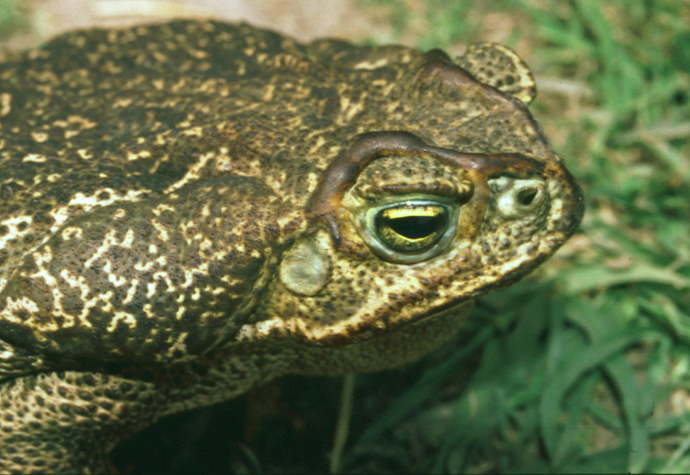
Rhinella schneideri

- Amazophrynella bokermanni (Izecksohn, 1994)
- Amazophrynella manaos Rojas, Carvalho, Gordo, Ávila, Farias & Hrbek, 2014
- Amazophrynella minuta (Melin, 1941)
- Amazophrynella vote Ávila, Carvalho, Gordo, Kawashita-Ribiero & Morais, 2012
- Atelopus flavescens Duméril & Bibron, 1841
- Atelopus hoogmoedi Lescure, 1974
- Atelopus spumarius Cope, 187
- Dendrophryniscus berthalutzae Izecksohn, 1994
- Dendrophryniscus brevipollicatus Jiménez de la Espada, 1871
- Dendrophryniscus carvalhoi Izecksohn, 1994
- Dendrophryniscus krausae Cruz & Fusinatto, 2008
- Dendrophryniscus leucomystax Izecksohn, 1968
- Dendrophryniscus oreites Recoder, Teixeira, Cassimiro, Camacho & Rodrigues, 2010
- Dendrophryniscus organensis Carvalho-e-Silva, Mongin, Izecksohn & Carvalho-e-Silva, 2010
- Dendrophryniscus proboscideus (Boulenger, 1882)
- Dendrophryniscus skuki (Caramaschi, 2012)
- Dendrophryniscus stawiarskyi Izecksohn, 1994
- Frostius erythrophthalmus Pimenta & Caramaschi, 2007
- Frostius pernambucensis (Bokermann, 1962)
- Melanophryniscus admirabilis Di Bernardo, Maneyro & Grillo, 2006
- Melanophryniscus alipioi Langone, Segalla, Bornschein & de Sá, 2008
- Melanophryniscus atroluteus (Miranda-Ribeiro, 1920)
- Melanophryniscus cambaraensis Braun & Braun, 1979
- Melanophryniscus devincenzii Klappenbach, 1968
- Melanophryniscus dorsalis (Mertens, 1933)
- Melanophryniscus fulvoguttatus (Mertens, 1937)
- Melanophryniscus klappenbachi Prigioni & Langone, 2000
- Melanophryniscus macrogranulosus Braun, 1973
- Melanophryniscus montevidensis (Philippi, 1902)
- Melanophryniscus moreirae (Miranda-Ribeiro, 1920)
- Melanophryniscus pachyrhynus (Miranda-Ribeiro, 1920)
- Melanophryniscus peritus Carmaschi & Cruz, 2011
- Melanophryniscus sanmartini Klappenbach, 1968
- Melanophryniscus setiba Peloso, Faivovich, Grant, Gasparini & Haddad, 2012
- Melanophryniscus simplex Caramaschi & Cruz, 2002
- Melanophryniscus spectabilis Caramaschi & Cruz, 2002
- Melanophryniscus tumifrons (Boulenger, 1905)
- Melanophryniscus vilavelhensis Steinback-Padilha, 2009
- Oreophrynella quelchii Boulenger, 1895
- Oreophrynella weiassipuensis Señaris, do Nascimento & Villarreal, 2005
- Rhaebo ecuadorensis Mueses-Cisneros, Cisneros-Heredia & Mcdiarmid, 2012
- Rhaebo guttatus (Schneider, 1799)
- Rhinella abei (Baldissera-Jr,Caramaschi & Haddad, 2004)
- Rhinella achavali (Maneyro, Arrieta & de Sá, 2004)
- Rhinella acutirostris (Spix, 1824)
- Rhinella arenarum (Hensel, 1867)
- Rhinella azarai (Gallardo, 1965)
- Rhinella bergi (Céspedez, 2000)
- Rhinella casconi Roberto, Brito & Thomé, 2014
- Rhinella castaneotica (Caldwell, 1991)
- Rhinella ceratophrys (Boulenger, 1882)
- Rhinella cerradensis Maciel, Brandão, Campos & Sebben, 2007
- Rhinella crucifer (Wied-Neuwied, 1821)
- Rhinella dapsilis (Myers & Carvalho, 1945)
- Rhinella dorbignyi (Duméril & Bibron, 1841)
- Rhinella fernandezae (Gallardo, 1957)
- Rhinella granulosa (Spix, 1824)
- Rhinella henseli (A. Lutz, 1934)
- Rhinella hoogmoedi Caramaschi & Pombal, 2006
- Rhinella icterica (Spix, 1824)
- Rhinella inopina Vaz-Silva, Valdujo & Pombal, 2012
- Rhinella jimi (Stevaux, 2002)
- Rhinella magnussoni Lima, Menin & Araújo, 2007
- Rhinella major (Müller & Helmich, 1936)
- Rhinella margaritifera (Laurenti, 1768)
- Rhinella marina (Linnaeus, 1758)
- Rhinella martyi Fouquet, Gaucher, Blanc & Vélez-Rodriguez, 2007
- Rhinella merianae (Gallardo, 1965)
- Rhinella mirandaribeiroi (Gallardo, 1965)
- Rhinella nattereri (Bokermann,1967)
- Rhinella ocellata (Günther, 1859)
- Rhinella ornata (Spix, 1824)
- Rhinella paraguayensis Ávila, Pansonato & Strüssmann, 2010
- Rhinella proboscidea (Spix, 1824)
- Rhinella pygmaea (Myers & Carvalho, 1952)
- Rhinella roqueana (Melin, 1941)
- Rhinella rubescens (A. Lutz, 1925)
- Rhinella schneideri (Werner, 1894)
- Rhinella scitula (Caramaschi & Niemeyer, 2003)
- Rhinella veredas (Brandão, Maciel & Sebben, 2007)

Família Centrolenidae Taylor, 1951
- Hyalinobatrachium cappellei van Lidth de Jeude, 1904
- Hyalinobatrachium carlesvilai Castroviejo-Fisher, Padial, Chaparro, Aguayo & De la Riva, 2009
- Hyalinobatrachium iaspidiense (Ayarzaquëna, 1992)
- Hyalinobatrachium mondolfii Señaris & Ayarzaguena, 2001
- Hyalinobatrachium munozorum (Lynch & Duellman, 1973)
- Teratohyla adenocheira (Harvey & Nooan, 2005)
- Teratohyla midas (Lynch & Duellman, 1973)
- Vitreorana baliomma Pontes, Caramaschi & Pombal, 2014
- Vitreorana eurygnatha (A. Lutz, 1925)
- Vitreorana parvula (Boulenger, 1895)
- Vitreorana ritae (B. Lutz in B. Lutz & Kloss, 1952)
- Vitreorana uranoscopa (Müller, 1924)

Família Ceratophryidae Tschudi, 1838
- Ceratophrys aurita (Raddi, 1823)
- Ceratophrys cornuta (Linnaeus, 1758)
- Ceratophrys cranwelli Barrio, 1980

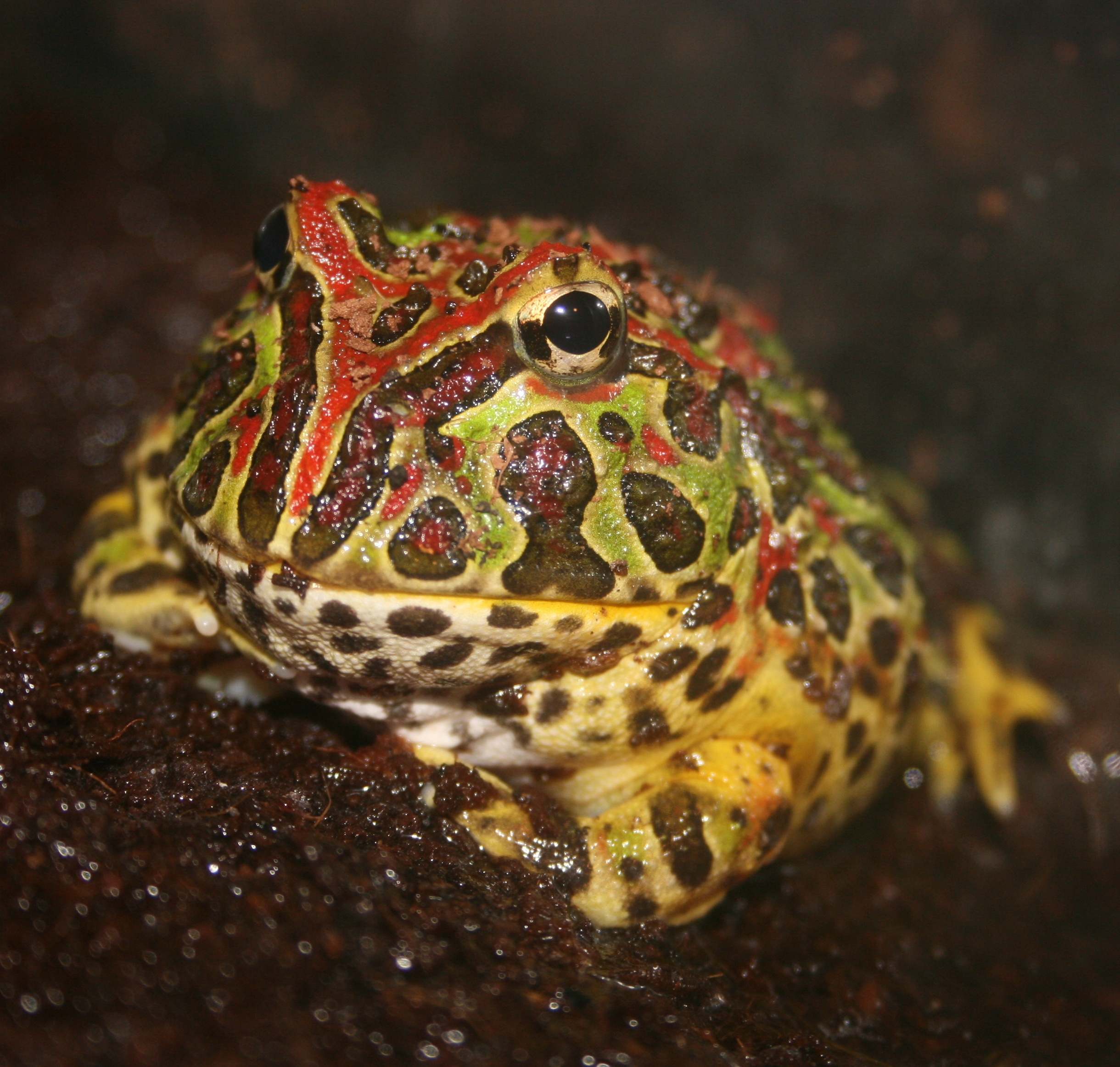
Ceratophrys ornata

- Ceratophrys joazeirensis Mercadal de Barrio, 1986
- Ceratophrys ornata (Bell, 1843)
- Lepidobatrachus asper (Budgett, 1899)

Família Craugastoridae Hedges, Duellman & Heinicke, 2008
- Barycholos ternetzi (Miranda-Ribeiro, 1937)

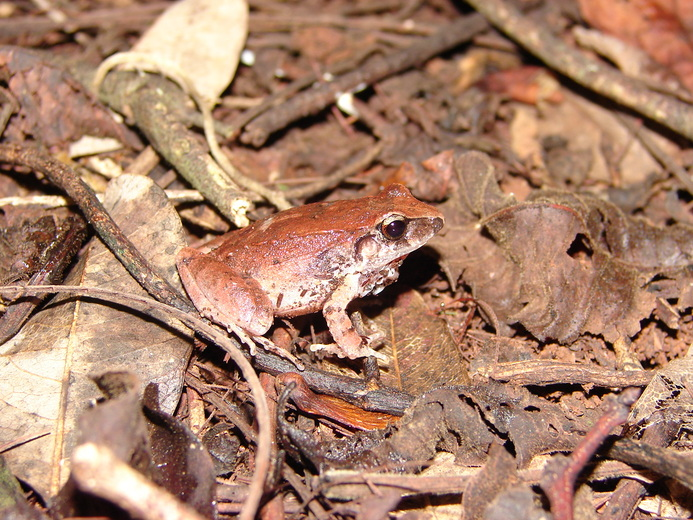
Barycholos ternetzi

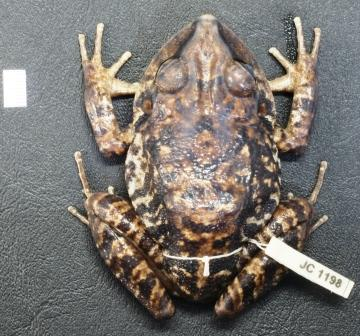
Haddadus aramunha

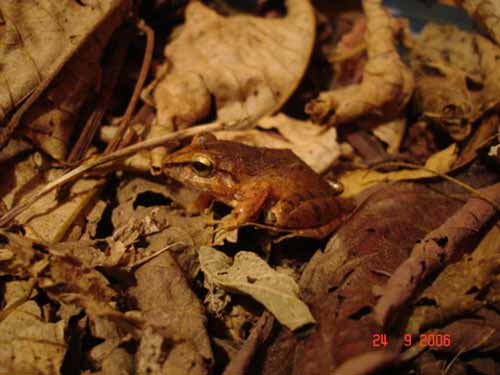
Haddadus binotatus

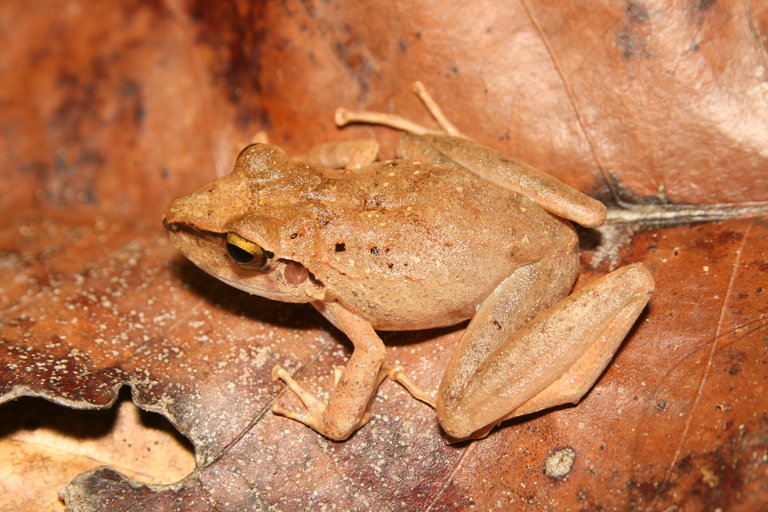
Pristimantis fenestratus

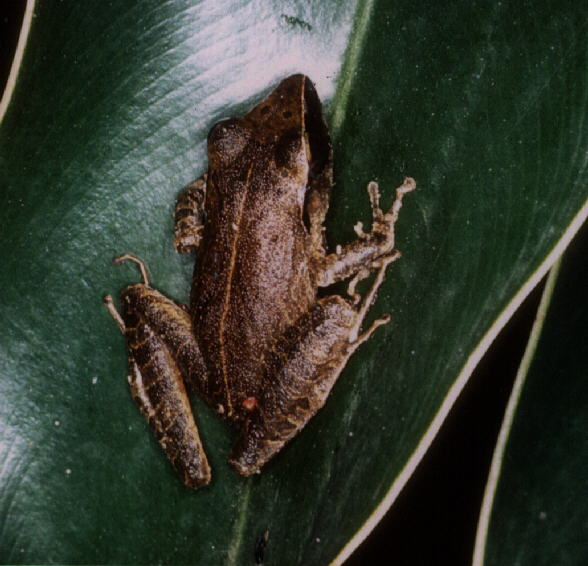
Pristimantis gutturalis

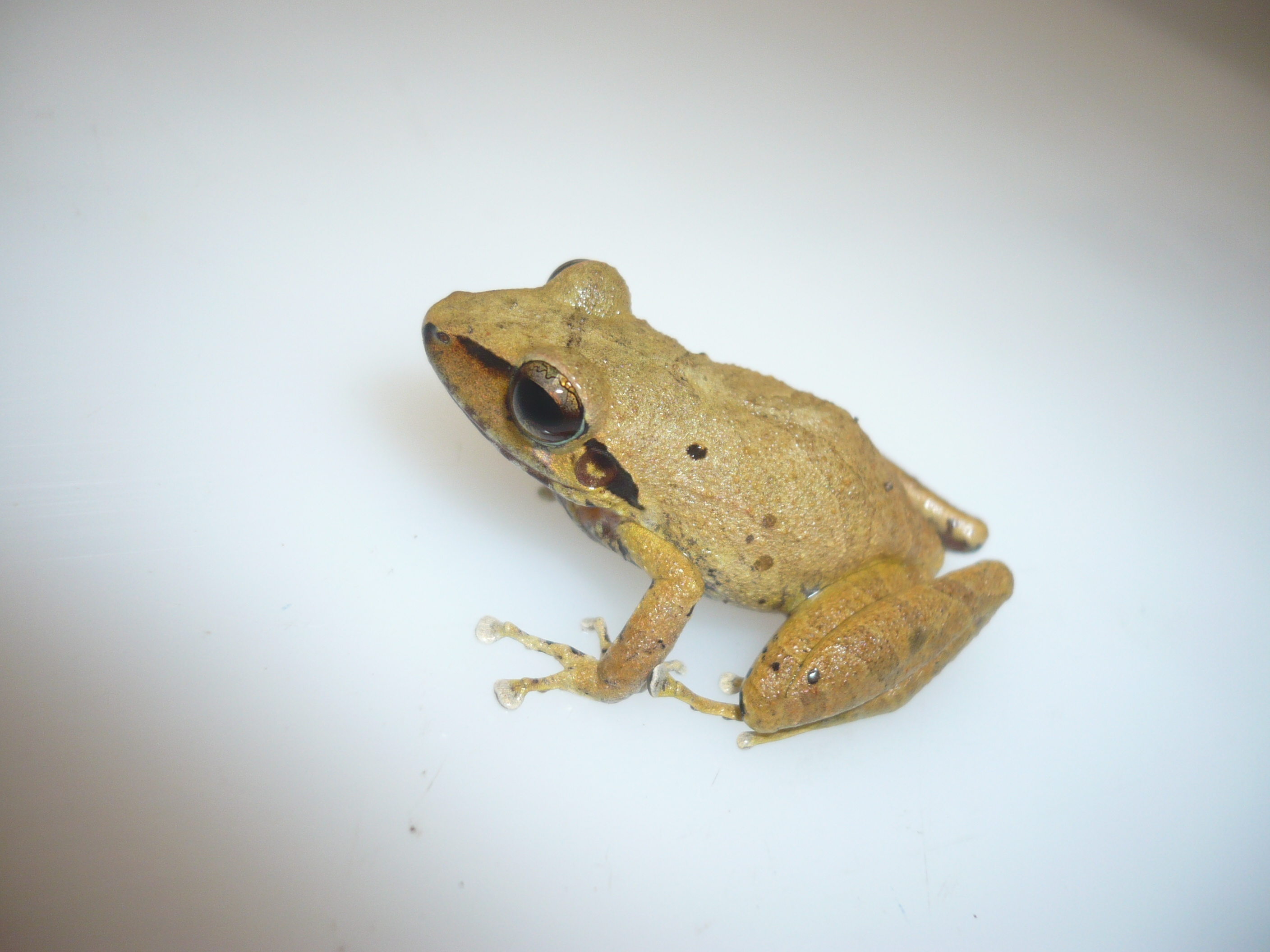
Pristimantis reichlei

- Ceuthomantis cavernibardus (Myers & Donnelly, 1997)
- "Eleutherodactylus" bilineatus (Bokermann, 1975)
- Euparkerella brasiliensis (Parker, 1926)
- Euparkerella cochranae Izecksohn, 1988
- Euparkerella robusta Izecksohn, 1988
- Euparkerella tridactyla Izecksohn, 1988
- Haddadus aramunha (Cassimiro, Verdade & Rodrigues, 2008)
- Haddadus binotatus (Spix, 1824)
- Haddadus plicifer (Boulenger, 1888)
- Holoaden bradei B. Lutz, 1959
- Holoaden luederwaldti Miranda-Ribeiro, 1920
- Holoaden pholeter Pombal, Siqueira, Dorigo, Vrcibradic & Rocha, 2008
- Holoaden suarezi Martins & Zaher, 2013
- Noblella myrmecoides (Lynch, 1976)
- Oreobates crepitans (Bokermann, 1965)
- Oreobates heterodactylus (Miranda-Ribeiro, 1937)
- Oreobates quixensis Jiménez de la Espada, 1872
- Oreobates remotus Teixeira, Amaro, Recoder, Sena & Rodrigues, 2012
- Pristimantis academicus Lehr, Moravec & Urrutia, 2010
- Pristimantis achuar Elmer & Cannatella, 2008
- Pristimantis acuminatus (Schreve, 1935)
- Pristimantis altamazonicus (Barbour e Dunn, 1921)
- Pristimantis aureolineatus Guayasamin, Ron, Cisneros-Heredia, Lamar & McCracken, 2006
- Pristimantis aureoventris Kok, Means & Bossuyt, 2011
- Pristimantis buccinator (Rodriguez, 1994)
- Pristimantis carvalhoi (B. Lutz in B. Lutz & Kloss, 1952)
- Pristimantis chiastonotus (Lynch & Hoogmoed, 1977)
- Pristimantis conspicillatus (Günther, 1858)
- Pristimantis delius (Duellman & Mendelson, 1995)
- Pristimantis diadematus (Jiménez de la Espada, 1875)
- Pristimantis dundeei (Heyer & Muñoz, 1999)
- Pristimantis eurydactylus (Hedges & Schlüter, 1992)
- Pristimantis fenestratus (Steindachner, 1864)
- Pristimantis gutturalis (Hoogmoed, Lynch & Lescure, 1977)
- Pristimantis inguinalis (Parker, 1940)
- Pristimantis lacrimosus (Jiménez de la Espada, 1875)
- Pristimantis lanthanites (Lynch, 1975)
- Pristimantis malkini (Lynch, 1980)
- Pristimantis marmoratus (Boulenger, 1900)
- Pristimantis martiae (Lynch, 1974)
- Pristimantis memorans (Myers & Donelly, 1997)
- Pristimantis ockendeni (Boulenger, 1912)
- Pristimantis orcus Lehr, Catenazzi & Rodriguez, 2009
- Pristimantis paulodutrai (Bokermann, 1975)
- Pristimantis peruvianus (Melin, 1941)
- Pristimantis ramagii (Boulenger, 1888)
- Pristimantis reichlei Padial & de La Riva, 2009
- Pristimantis skydmainos (Flores & Rodriguez, 1997)
- Pristimantis toftae (Duellman, 1978)
- Pristimantis variabilis (Lynch, 1968)
- Pristimantis ventrigranulosus Maciel, Vaz-Silva, de Oliveira & Padial, 2012
- Pristimantis ventrimarmoratus (Boulenger, 1912)
- Pristimantis vilarsi (Melin, 1941)
- Pristimantis vinhai (Bokermann, 1975)
- Pristimantis zeuctotylus (Lynch & Hoogmoed, 1977)
- Pristimantis zimmermanae (Heyer & Hardy, 1991)
- Strabomantis sulcatus (Cope, 1874)

Família Cycloramphidae Bonaparte, 1850
- Cycloramphus acangatan Verdade & Rodrigues, 2003
- Cycloramphus asper Werner, 1899

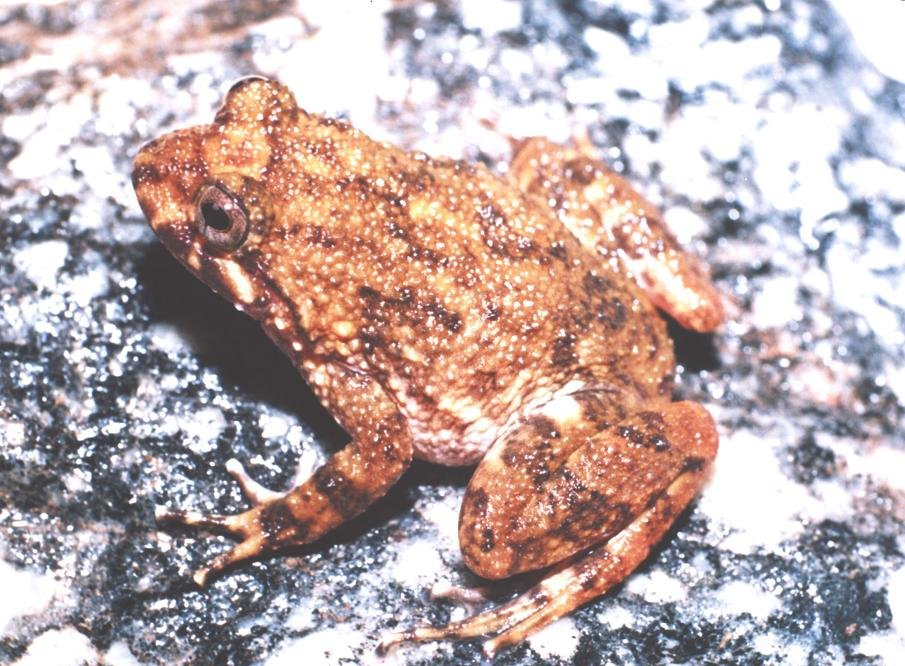
Cycloramphus boraceiensis

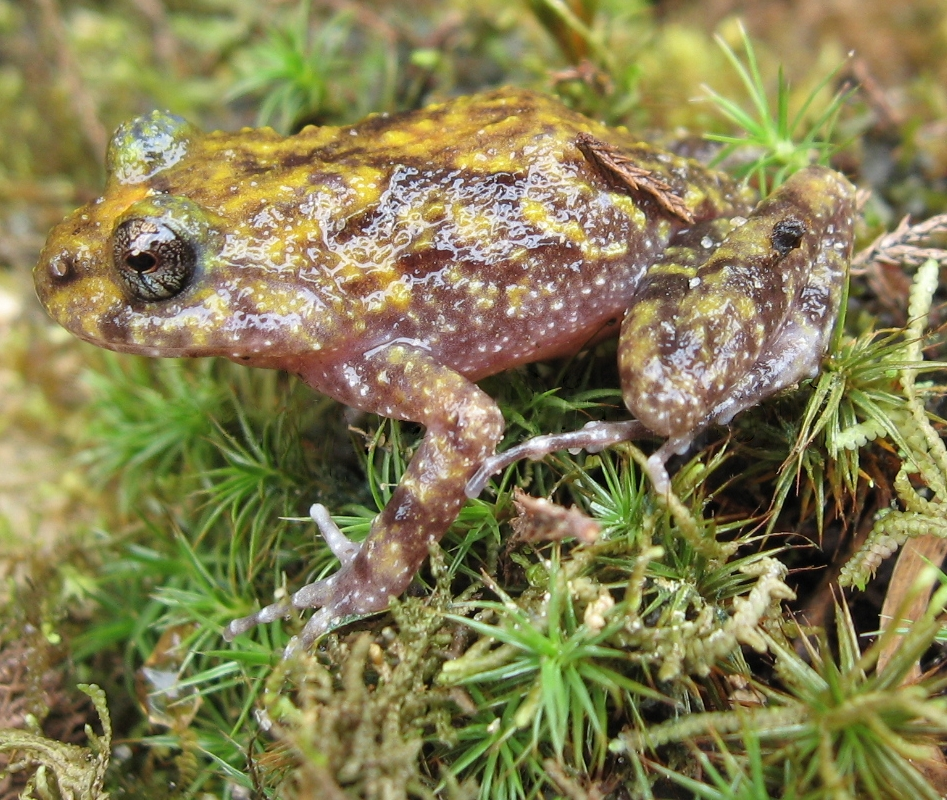
Cycloramphus eleutherodactylus

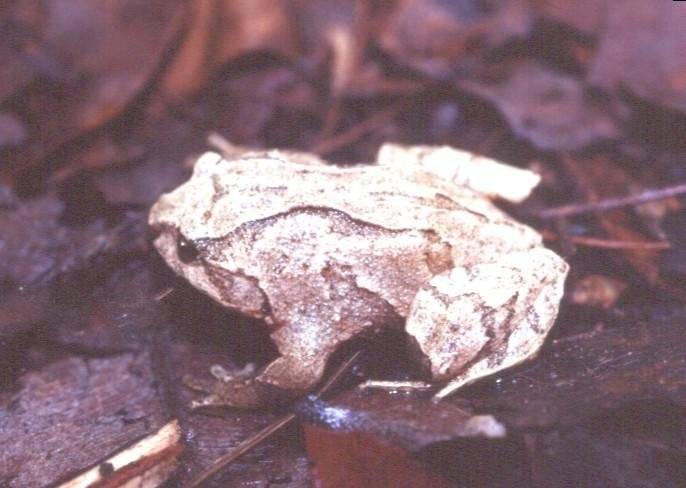
Zachaenus parvulus

- Cycloramphus bandeirensis Heyer, 1983
- Cycloramphus bolitoglossus (Werner, 1897)
- Cycloramphus boraceiensis Heyer, 1983
- Cycloramphus brasiliensis (Steindachner, 1864)
- Cycloramphus carvalhoi Heyer, 1983
- Cycloramphus catarinensis Heyer, 1983
- Cycloramphus cedrensis Heyer, 1983
- Cycloramphus diringshofeni Bokermann, 1957
- Cycloramphus dubius (Miranda-Ribeiro, 1920)
- Cycloramphus duseni (Andersson, 1914)
- Cycloramphus eleutherodactylus (Miranda-Ribeiro, 1920)
- Cycloramphus faustoi Brasileiro, Haddad, Sawaya & Sazima, 2007
- Cycloramphus fulginosus Tschudi, 1838
- Cycloramphus granulosus A. Lutz, 1929
- Cycloramphus izecksohni Heyer, 1983
- Cycloramphus juimirim Haddad e Sazima, 1989
- Cycloramphus lithomimeticus DaSilva & Ouvernay 2012
- Cycloramphus lutzorum Heyer, 1983
- Cycloramphus migueli Heyer, 1988
- Cycloramphus mirandaribeiroi Heyer, 1983
- Cycloramphus ohausi (Wandolleck, 1907)
- Cycloramphus organensis Weber, Verdade, Salles, Fouquet & Carvalho-e-Silva, 2011
- Cycloramphus rhyakonastes Heyer, 1983
- Cycloramphus semipalmatus (Miranda-Ribeiro, 1920)
- Cycloramphus stejnegeri (Noble, 1924)
- Cycloramphus valae Heyer, 1983
- Thoropa lutzi Cochran, 1938
- Thoropa megatympanum Caramaschi & Sazima, 1984
- Thoropa miliaris (Spix, 1824)
- Thoropa petropolitana (Wandolleck, 1907)
- Thoropa saxatilis Crocoft e Heyer, 1988
- Thoropa taophora (Miranda-Ribeiro, 1923)
- Zachaenus carvalhoi Izecksohn, 1983
- Zachaenus parvulus (Girard, 1853)

Família Dendrobatidae Cope, 1865

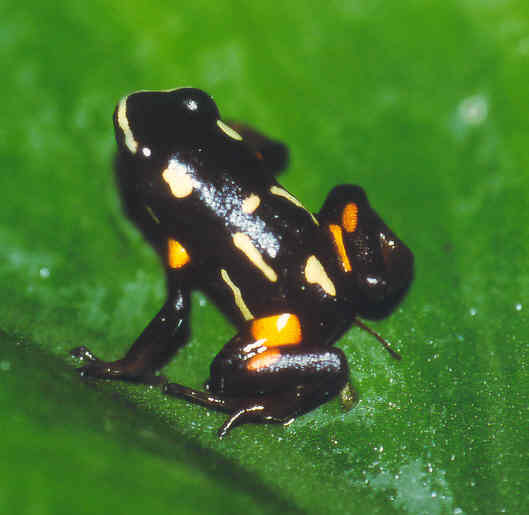
Adelphobates castaneoticus

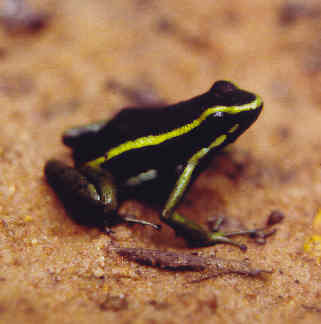
Ameerega trivittata

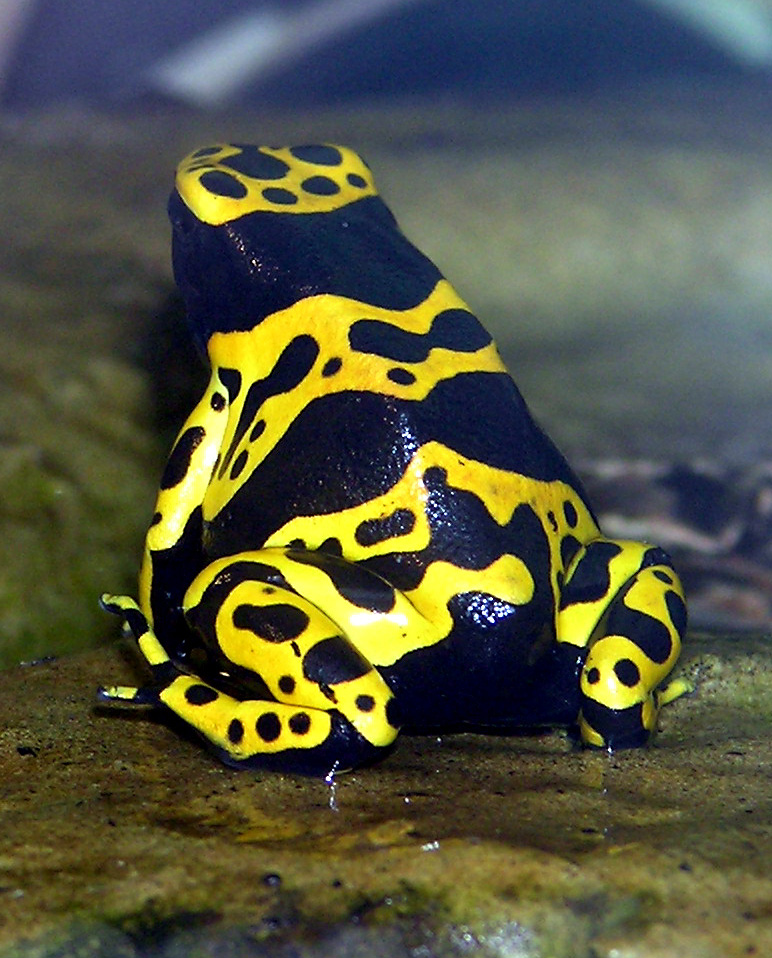
Dendrobates leucomelas

- Adelphobates castaneoticus (Caldwell e Myers, 1990)
- Adelphobates galactonotus (Steindachner, 1864)
- Adelphobates quinquevittatus (Steindachner, 1864)
- Ameerega berohoka Vaz-Silva & Maciel, 2011
- Ameerega braccata (Steindachner, 1864)
- Ameerega flavopicta (A. Lutz, 1925)
- Ameerega hahneli (Boulenger, 1884)
- Ameerega macero (Rodriguez & Myers, 1993)
- Ameerega petersi (Silverstone, 1976)
- Ameerega picta (Bibron in Tschudi, 1838)
- Ameerega pulchripecta (Silverstone, 1976)
- Ameerega trivittata (Spix, 1824)
- Dendrobates leucomelas Steindachner, 1864
- Dendrobates tinctorius (Cuvier, 1797)
- Hyloxalus chlorocraspedus (Caldwell, 2005)
- Ranitomeya amazonica (Schulte, 1999)
- Ranitomeya cyanovittata Perez-Peña, Chavez, Twomey & Brown, 2010
- Ranitomeya defleri Twomey & Brown, 2009
- Ranitomeya flavovittata (Schulte, 1999)
- Ranitomeya sirensis (Aichinger, 1991)
- Ranitomeya toraro Brown, Caldwell, Twomey, Melo-Sampaio & Souza, 2011
- Ranitomeya uakarii (Brown, Schulte & Summers, 2006)
- Ranitomeya vanzolinii (Myers, 1982)
- Ranitomeya variabilis (Zimmermann & Zimmermann, 1988)
- Ranitomeya yavaricola Perez-Peña, Chavez, Twomey & Brown, 2010

Família Eleutherodactylidae B. Lutz, 1954
- Adelophryne adiastola Hoogmoed & Lescure, 1984
- Adelophryne baturitensis Hoogmoed, Borges & Cascon, 1994
- Adelophryne glandulata Lourenço-de-Moraes, Ferreira, Fouquet & Bastos, 2014
- Adelophryne gutturosa Hoogmoed & Lescure, 1984
- Adelophryne maranguapensis Hoogmoed, Borges & Cascon, 1994
- Adelophryne meridionalis Santana, Fonseca, Neves & Carvalho 2013
- Adelophryne mucronatus Lourenço-de-Moraes, Solé & Toledo, 2012
- Adelophryne pachydactyla Hoogmoed, Borges & Cascon, 1994
- Phyzelaphryne miriamae Heyer, 1977

Família Hemiphractidae Peters, 1862
- Fritziana fissilis (Miranda-Ribeiro, 1920)
- Fritziana goeldii (Boulenger, 1895)
- Fritziana ohausi (Wandolleck, 1907)

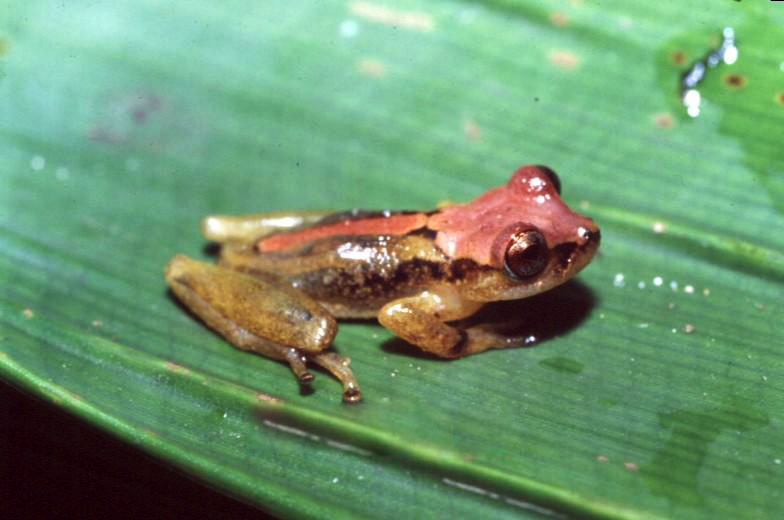
Fritziana fissilis

- Gastrotheca albolineata (A. Lutz & B. Lutz, 1939)
- Gastrotheca ernestoi Miranda-Ribeiro, 1920
- Gastrotheca fissipes (Boulenger, 1888)
- Gastrotheca flamma Juncá & Nunes, 2008
- Gastrotheca fulvorufa (Andersson, 1911)
- Gastrotheca megacephala Izecksohn, Carvalho-e-Silva & Peixoto, 2009
- Gastrotheca microdiscus (Andersson in Lönnberg & Andersson, 1910)
- Gastrotheca prasina Teixeira, Dal Vechio, Recoder, Carnaval, Strangas, Damasceno, de Sena & Rodrigues, 2012
- Gastrotheca pulchra Caramaschi & Rodrigues, 2007
- Gastrotheca recava Teixeira, Dal Vechio, Recoder, Carnaval, Strangas, Damasceno, de Sena & Rodrigues, 2012
- Hemiphractus helioi Sheil & Mendelson, 2001
- Hemiphractus scutatus (Spix, 1824)
- Stefania neblinae Carvalho, MacCulloch, Bonora & Vogt, 2010
- Stefania tamacuarina Myers & Donnelly, 1997

Família Hylidae Rafinesque, 1815
- “Hyla” imitator (Barbour & Dunn, 1921) Incertae sedis

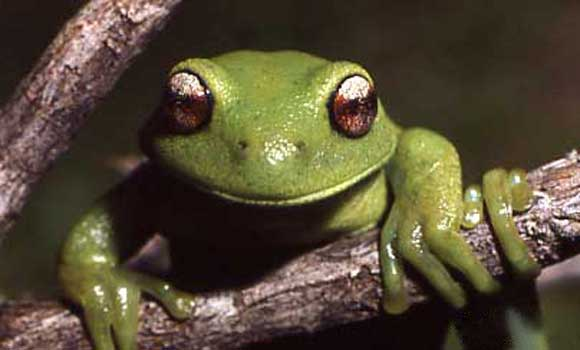
Aplastodiscus perviridis

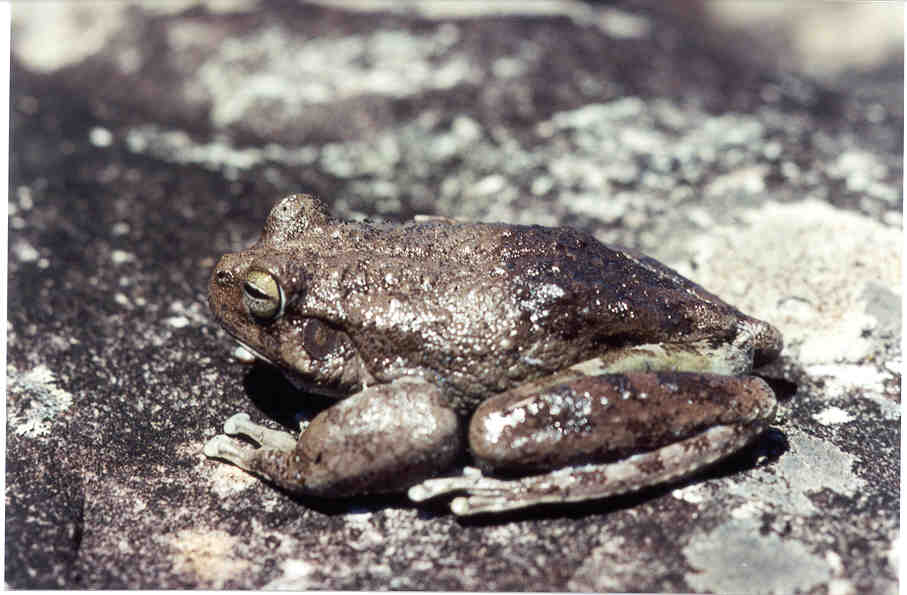
Bokermannohyla alvarengai

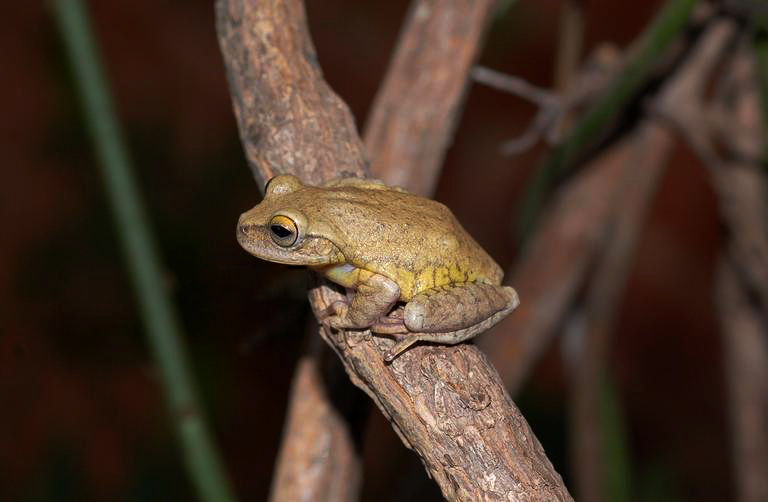
Bokermannohyla ibitiguara

- Calamita melanorabdotus (Schneider, 1799) sensu Frost, 2006 Incertae sedis
- Agalychnis aspera Peters, 1873
- Agalychnis granulosa Cruz, 1989
- Aparasphenodon arapapa Pimenta, Napoli & Haddad, 2009
- Aparasphenodon bokermanni Pombal, 1993
- Aparasphenodon brunoi Miranda-Ribeiro, 1920
- Aparasphenodon pomba Assis, Santana, Da Silva, Quintela & Feio, 2013
- Aparasphenodon venezolanus (Mertens, 1950)
- Aplastodiscus albofrenatus (A. Lutz, 1924)
- Aplastodiscus albosignatus (A. Lutz & B. Lutz, 1938)
- Aplastodiscus arildae (Cruz & Peixoto, 1987)
- Aplastodiscus callipygius (Cruz & Peixoto, 1985)
- Aplastodiscus cavicola (Cruz & Peixoto, 1985)
- Aplastodiscus cochranae (Mertens, 1952)
- Aplastodiscus ehrhardti (Müller, 1924)
- Aplastodiscus eugenioi (Carvalho-e-Silva & Carvalho-e-Silva, 2005)
- Aplastodiscus flumineus (Cruz & Peixoto, 1985)
- Aplastodiscus ibirapitanga (Cruz, Pimenta & Silvano, 2003)
- Aplastodiscus leucopygius (Cruz & Peixoto, 1985)
- Aplastodiscus musicus (B. Lutz, 1948)
- Aplastodiscus perviridis A. Lutz in B. Lutz, 1950
- Aplastodiscus sibilatus (Cruz, Pimenta & Silvano, 2003)
- Aplastodiscus weygoldti (Cruz & Peixoto, 1987)
- Bokermannohyla ahenea (Napoli & Caramaschi, 2004)
- Bokermannohyla alvarengai (Bokermann, 1956)
- Bokermannohyla astartea (Bokermann, 1977)
- Bokermannohyla capra Napoli & Pimenta, 2009
- Bokermannohyla caramaschii (Napoli, 2005)
- Bokermannohyla carvalhoi (Peixoto, 1981)
- Bokermannohyla circumdata (Cope, 1871)
- Bokermannohyla claresignata (A. Lutz & B. Lutz, 1939)
- Bokermannohyla clepsydra (A. Lutz, 1925)
- Bokermannohyla diamantina Napoli & Juncá, 2006
- Bokermannohyla feioi (Napoli & Caramaschi, 2004)
- Bokermannohyla flavopicta Leite, Pezzuti & Garcia, 2012
- Bokermannohyla gouveai (Peixoto & Cruz, 1992)
- Bokermannohyla hylax (Heyer, 1985)
- Bokermannohyla ibitiguara (Cardoso, 1983)
- Bokermannohyla ibitipoca (Caramaschi & Feio, 1990)
- Bokermannohyla itapoty Lugli & Haddad, 2006
- Bokermannohyla izecksohni (Jim & Caramaschi, 1979)
- Bokermannohyla juiju Faivovich, Luigli, Lourenço & Haddad, 2009
- Bokermannohyla langei (Bokermann, 1965)
- Bokermannohyla lucianae (Napoli & Pimenta, 2003)
- Bokermannohyla luctuosa (Pombal & Haddad, 1993)
- Bokermannohyla martinsi (Bokermann, 1964)
- Bokermannohyla nanuzae (Bokermann & Sazima, 1973)
- Bokermannohyla napolii Carvalho, Giaretta & Magrini, 2012
- Bokermannohyla oxente Lugli & Haddad, 2006
- Bokermannohyla pseudopseudis (Miranda-Ribeiro, 1937)
- Bokermannohyla ravida (Caramaschi, Napoli & Bernardes, 2001)
- Bokermannohyla sagarana Leite, Pezzuti & Drummond, 2011
- Bokermannohyla sapiranga Brandão, Magalhães, Garda, Campos, Sebben & Maciel, 2012
- Bokermannohyla saxicola (Bokermann, 1964)
- Bokermannohyla sazimai (Cardoso & Andrade, 1983)
- Bokermannohyla vulcaniae (Vasconcelos & Giaretta, 2004)
- Corythomantis galeata Pombal, Menezes, Fontes, Nunes, Rocha & Van Sluys, 2012
- Corythomantis greeningi Boulenger, 1896
- Cruziohyla craspedopus (Funkhouser, 1957)

- Dendropsophus acreanus (Bokermann, 1964)

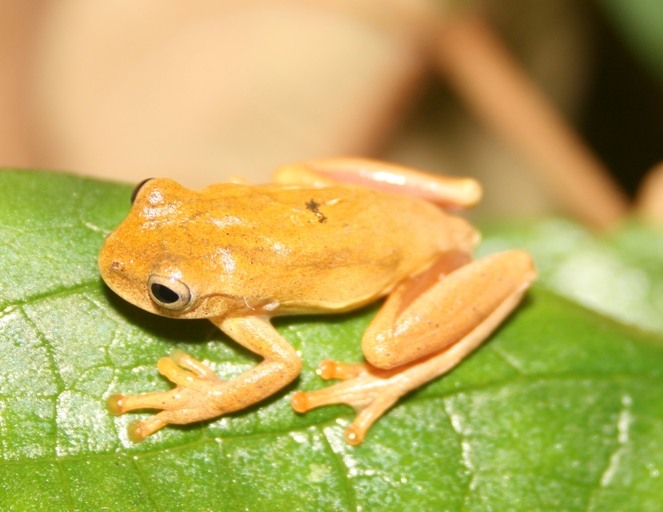
Dendropsophus minutus

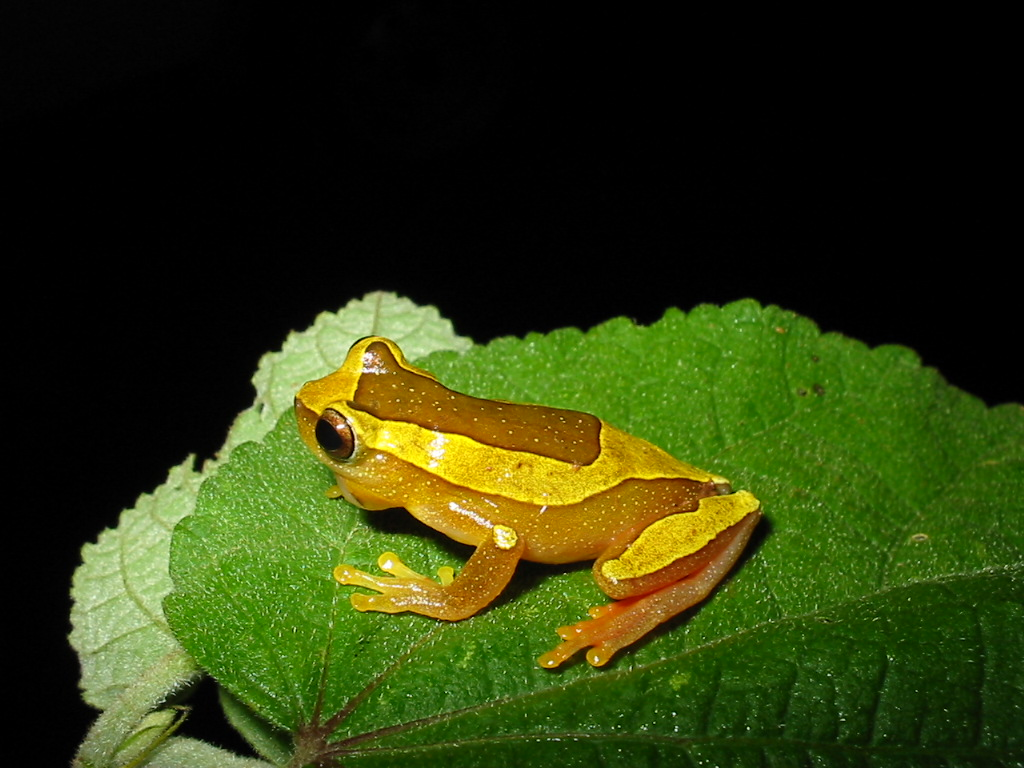
Dendropsophus elegans

- Dendropsophus anataliasiasi (Bokermann, 1972)
- Dendropsophus anceps (A. Lutz, 1929)
- Dendropsophus araguaya (Napoli & Caramaschi, 1998)
- Dendropsophus berthalutzae (Bokermann, 1962)
- Dendropsophus bifurcus (Andersson, 1945)
- Dendropsophus bipunctatus (Spix, 1824)
- Dendropsophus bokermanni (Goin, 1960)
- Dendropsophus branneri (Cochran, 1948)
- Dendropsophus brevifrons (Duellman & Crump, 1974)
- Dendropsophus cachimbo (Napoli & Caramaschi, 1999)
- Dendropsophus cerradensis (Napoli & Caramaschi, 1998)
- Dendropsophus cruzi (Pombal & Bastos, 1998)
- Dendropsophus decipiens (A. Lutz, 1925)
- Dendropsophus dutrai (Gomes & Peixoto, 1996)
- Dendropsophus elegans (Wied-Neuwied, 1824)
- Dendropsophus elianeae (Napoli & Caramaschi, 2000)
- Dendropsophus gaucheri (Lescure & Marty, 2000)
- Dendropsophus giesleri (Mertens, 1950)
- Dendropsophus haddadi (Bastos & Pombal, 1996)
- Dendropsophus haraldschultzi (Bokermann, 1962)
- Dendropsophus jimi (Napoli & Caramaschi, 1999)
- Dendropsophus koechlini (Duellman & Trueb, 1989)
- Dendropsophus leali (Bokermann, 1964)
- Dendropsophus leucophyllatus (Beireis, 1783)
- Dendropsophus limai (Bokermann, 1962)
- Dendropsophus marmoratus (Laurenti, 1768)
- Dendropsophus melanargyreus (Cope, 1887)
- Dendropsophus meridianus (B. Lutz, 1954)
- Dendropsophus microcephalus (Cope, 1886)
- Dendropsophus microps (Peter, 1872)
- Dendropsophus minimus (Ahl, 1933)
- Dendropsophus minusculus (Rivero, 1971)
- Dendropsophus minutus (Peters, 1872)
- Dendropsophus miyatai (Vigle & Goberdhan-Vigle, 1990)
- Dendropsophus nahdereri (B. Lutz & Bokermann, 1963)
- Dendropsophus nanus (Boulenger, 1889)
- Dendropsophus novaisi (Bokermann, 1968)
- Dendropsophus oliveirai (Bokermann, 1963)
- Dendropsophus ozzyi Orrico, Peloso, Sturaro, Silva-Filho, Neckel-Oliveira, Gordo, Faivovich & Haddad, 2014
- Dendropsophus parviceps (Boulenger, 1882)
- Dendropsophus pauiniensis (Heyer, 1977)
- Dendropsophus pseudomeridianus (Cruz, Caramaschi & Dias, 2000)
- Dendropsophus rhea (Napoli & Caramaschi, 1999)
- Dendropsophus rhodopeplus (Günther, 1859)
- Dendropsophus riveroi (Cochran & Goin, 1970)
- Dendropsophus rossalleni (Goin, 1959)
- Dendropsophus rubicundulus (Reinhardt & Lütken, 1862)
- Dendropsophus ruschii (Weygoldt & Peixoto, 1987)
- Dendropsophus sanborni (Schmidt, 1944)
- Dendropsophus sarayacuensis (Shreve, 1935)
- Dendropsophus schubarti (Bokermann, 1963)
- Dendropsophus seniculus (Cope, 1868)
- Dendropsophus soaresi (Caramaschi & Jim, 1983)
- Dendropsophus studerae (Carvalho-e-Silva, Carvalho-e-Silva & Izecksohn, 2003)
- Dendropsophus timbeba (Martins e Cardoso, 1987)
- Dendropsophus tintinnabulum (Melin, 1941)
- Dendropsophus triangulum (Günther, 1869)
- Dendropsophus tritaeniatus (Bokermann, 1965)
- Dendropsophus walfordi (Bokermann, 1962)
- Dendropsophus werneri (Cochran, 1952)
- Dendropsophus xapuriensis (Martins & Cardoso, 1987)
- Dryaderces inframaculata (Boulenger, 1882)
- Dryaderces pearsoni (Gaige, 1929)
- Ecnomiohyla tuberculosa (Boulenger, 1882)

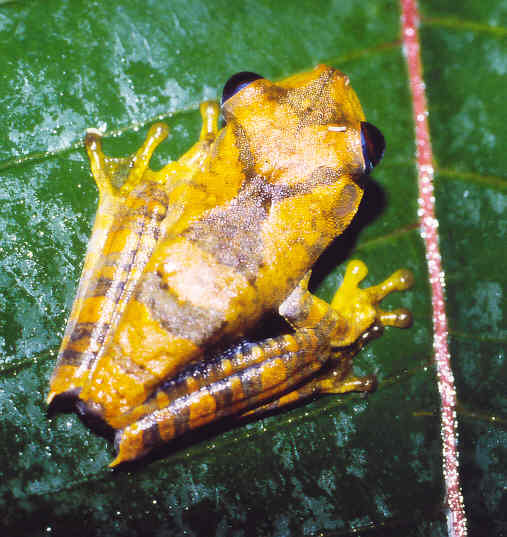
Hypsiboas geographicus

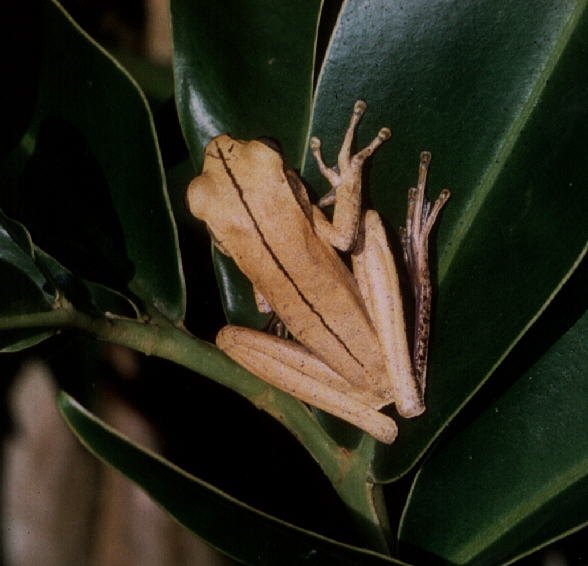
Hypsiboas multifasciatus

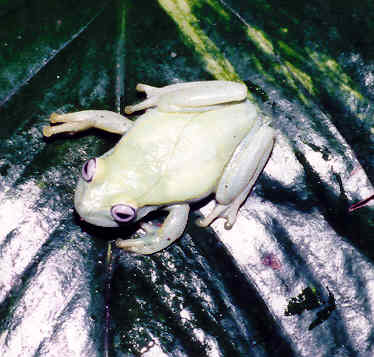
Hypsiboas punctatus

- Hypsiboas albomarginatus (Spix, 1824)
- Hypsiboas albopunctatus (Spix, 1824)
- Hypsiboas atlanticus (Caramaschi & Velosa, 1996)
- Hypsiboas bandeirantes Caramaschi & Cruz, 2013
- Hypsiboas beckeri (Caramaschi & Cruz, 2004)
- Hypsiboas benitezi (Rivero, 1961)
- Hypsiboas bischoffi (Boulenger, 1887)
- Hypsiboas boans (Linnaeus, 1758)
- Hypsiboas botumirim Caramaschi, Cruz & Nascimento, 2009
- Hypsiboas buriti (Caramaschi & Cruz, 1999)
- Hypsiboas caingua (Carrizo, 1991)
- Hypsiboas caipora Antunes, Faivovich & Haddad, 2008
- Hypsiboas calcaratus (Troschel in Schomburgk, 1848)
- Hypsiboas cinerascens (Spix, 1824)
- Hypsiboas cipoensis (B. Lutz,1968)
- Hypsiboas crepitans (Wied-Neuwied, 1824)
- Hypsiboas curupi Garcia, Faivovichi & Haddad, 2007
- Hypsiboas cymbalum (Bokerman, 1963)
- Hypsiboas dentei (Bokermann, 1967)
- Hypsiboas ericae (Caramaschi & Cruz, 2000)
- Hypsiboas exastis (Caramaschi & Rodriguez, 2003)
- Hypsiboas faber (Wied-Neuwied, 1821)
- Hypsiboas fasciatus (Günther, 1859)
- Hypsiboas freicanecae (Carnaval & Peixoto, 2004)
- Hypsiboas geographicus (Spix, 1824)
- Hypsiboas goianus (B. Lutz, 1968)
- Hypsiboas guentheri (Boulenger, 1886)
- Hypsiboas jaguariaivensis Caramaschi, Cruz & Segalla, 2010
- Hypsiboas joaquini (B. Lutz, 1968)
- Hypsiboas lanciformis (Cope, 1871)
- Hypsiboas latistriatus (Caramaschi & Cruz, 2004)
- Hypsiboas leptolineatus (P. Braun & C. Braun, 1977)
- Hypsiboas leucocheilus (Carmaschi & Niemeyer, 2003)
- Hypsiboas lundii (Burmeister, 1856)
- Hypsiboas marginatus (Boulenger, 1887)
- Hypsiboas microderma (Pyburn, 1977)
- Hypsiboas multifasciatus (Günther, 1859)
- Hypsiboas nympha Faivovich, Moravec, Cisneros-Heredia & Köhler, 2006
- Hypsiboas ornatissimus (Noble, 1923)
- Hypsiboas pardalis (Spix, 1824)
- Hypsiboas paranaiba Carvalho, Giaretta & Facure, 2010
- Hypsiboas phaeopleura (Caramaschi & Cruz, 2000)
- Hypsiboas poaju Garcia, Peixoto & Haddad, 2008
- Hypsiboas polytaenius (Cope, 1870)
- Hypsiboas pombali (Caramaschi, Pimenta & Feio, 2004)
- Hypsiboas prasinus (Burmeister, 1856)
- Hypsiboas pulchellus (Duméril & Bibron, 1841)
- Hypsiboas punctatus (Schneider, 1799)
- Hypsiboas raniceps Cope, 1862
- Hypsiboas secedens (B. Lutz, 1963)
- Hypsiboas semiguttatus (A. Lutz, 1925)
- Hypsiboas semilineatus (Spix, 1824)
- Hypsiboas stellae Kwet, 2008
- Hypsiboas stenocephalus (Caramaschi & Cruz, 1999)
- Hypsiboas tepuianus Barrio-Amoros & Brewer-Carias, 2008
- Hypsiboas wavrini (Parker, 1936)
- Itapotihyla langsdorffii (Duméril & Bibron, 1841)
- Lysapsus bolivianus Gallardo, 1961
- Lysapsus caraya Gallardo, 1964
- Lysapsus laevis (Parker, 1935)
- Lysapsus limellum Cope, 1862

- Osteocephalus buckleyi (Boulenger, 1882)
- Osteocephalus cabrerai (Cochran & Goin, 1970)

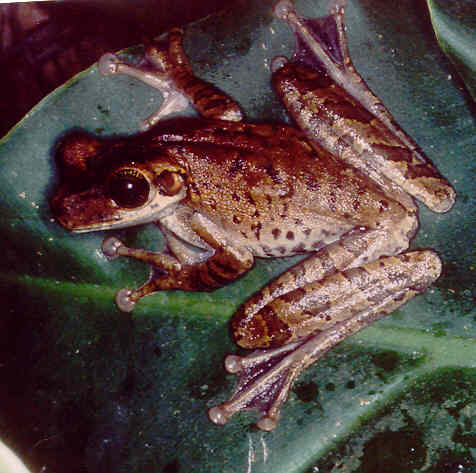
Osteocephalus taurinus

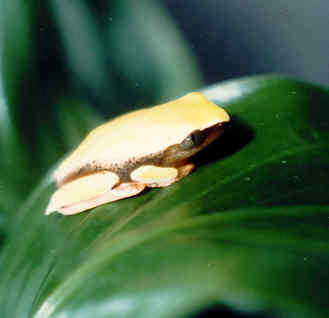
Phrynomedusa marginata

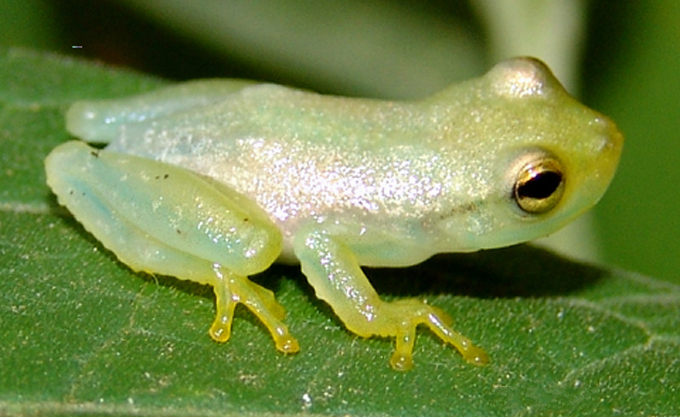
Phyllodyes luteolus

- Osteocephalus leprieurii (Duméril & Bibron, 1841)
- Osteocephalus oophagus Jungfer & Schiesari, 1995
- Osteocephalus planiceps Cope, 1974
- Osteocephalus subtilis Martins & Cardoso, 1987
- Osteocephalus taurinus Steindachner, 1862
- Osteocephalus vilarsi (Melin, 1941)
- Phasmahyla cochranae (Bokermann, 1966)
- Phasmahyla cruzi Carvalho-e-Silva, Silva & Carvalho-e-Silva, 2009
- Phasmahyla exilis (Cruz, 1980)
- Phasmahyla guttata (A. Lutz, 1924)
- Phasmahyla jandaia (Bokermann & Sazima, 1978)
- Phasmahyla spectabilis Cruz, Feio & Nascimento, 2008
- Phasmahyla timbo Cruz, Napoli & Fonseca, 2008
- Phrynomedusa appendiculata (A. Lutz, 1925)
- Phrynomedusa bokermanni Cruz, 1991
- Phrynomedusa fimbriata Miranda-Ribeiro, 1923
- Phrynomedusa marginata (Izecksohn & Cruz, 1976)
- Phrynomedusa vanzolinii Cruz, 1991
- Phyllodytes acuminatus Bokermann, 1966
- Phyllodytes brevirostris Peixoto & Cruz, 1988
- Phyllodytes edelmoi Peixoto, Caramaschi & Freire, 2003
- Phyllodytes gyrinaethes Peixoto, Caramaschi & Freire, 2003
- Phyllodytes kautskyi Peixoto & Cruz, 1988
- Phyllodytes luteolus Wied-Neuwied, 1824
- Phyllodytes maculosus Cruz, Feio & Cardoso, 2007
- Phyllodytes melanomystax Caramaschi, Da Silva & Britto-Pereira, 1992
- Phyllodytes punctatus Caramaschi & Peixoto, 2004
- Phyllodytes tuberculosus Bokermann, 1966
- Phyllodytes wuchereri (Peters, 1873)

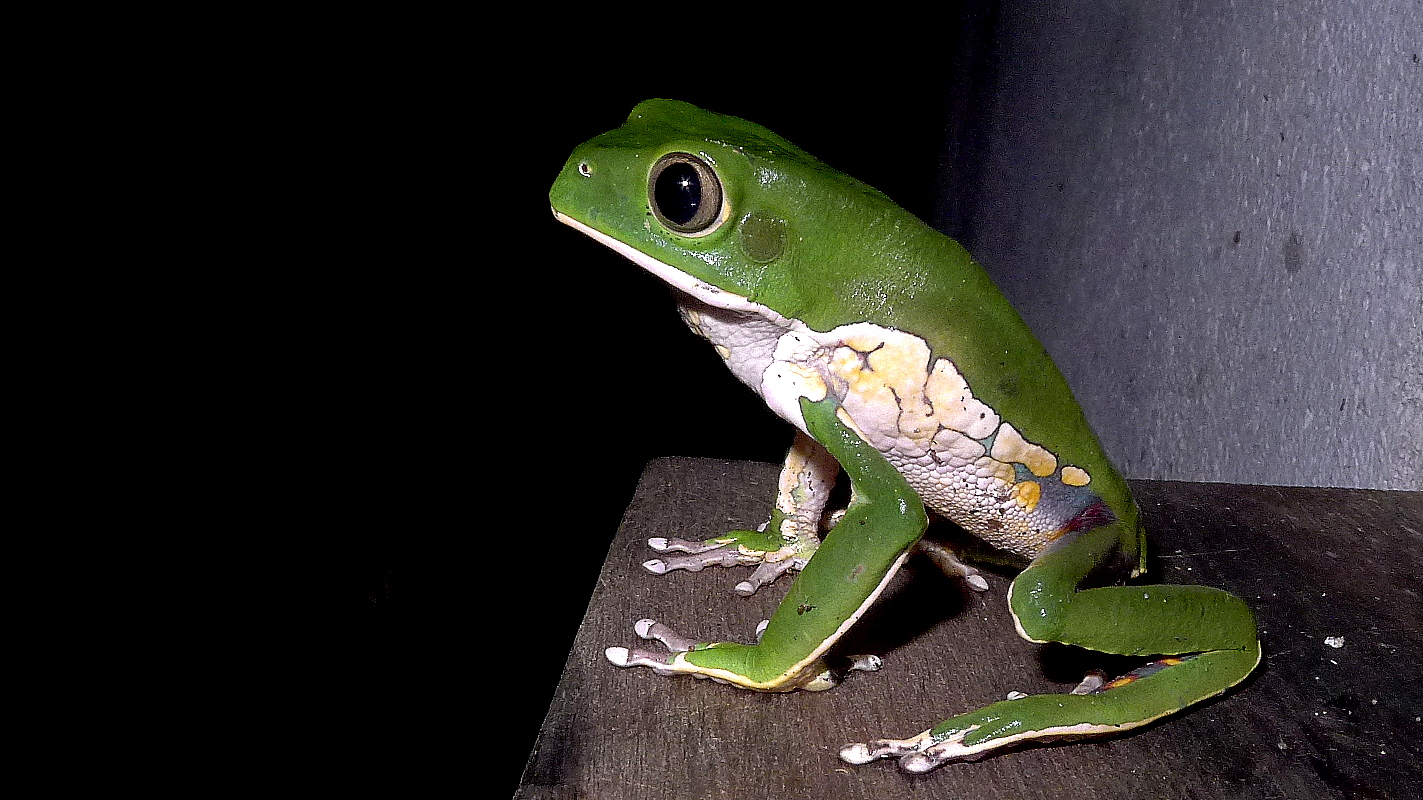
Phyllomedusa bahiana

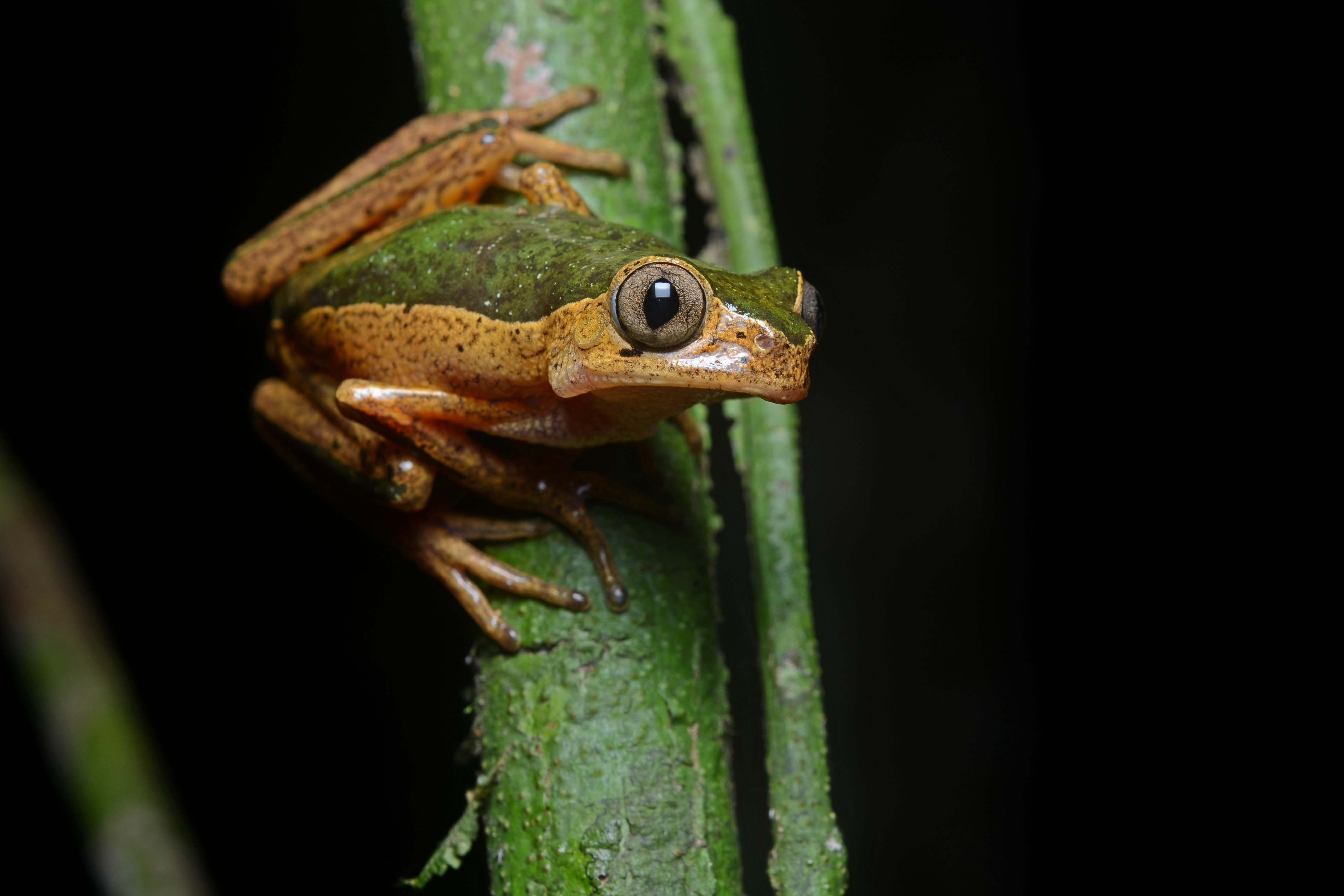
Phyllomedusa palliata

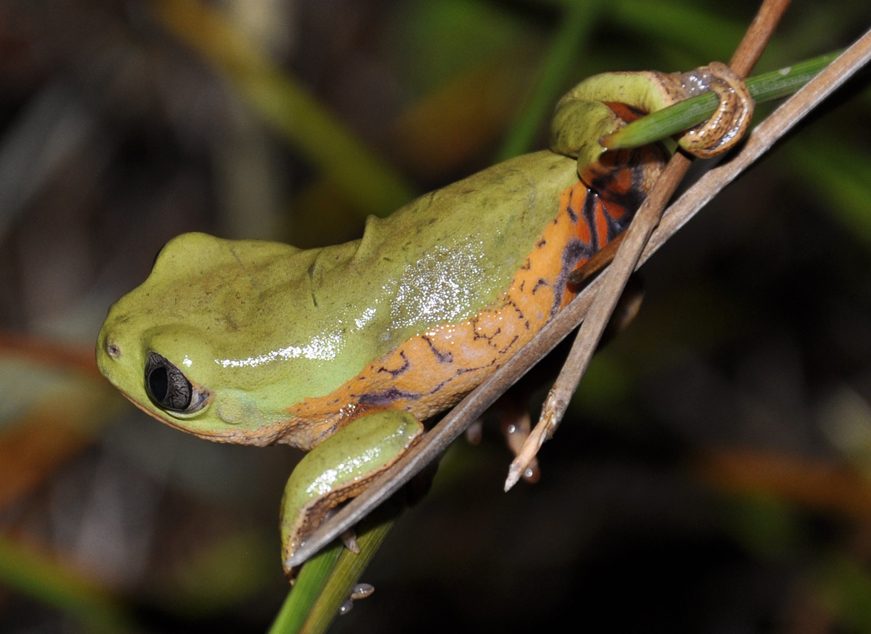
Phyllomedusa rustica

- Phyllomedusa atelopoides Duellman, Cadle & Cannatella, 1988
- Phyllomedusa ayeaye (B. Lutz, 1966)
- Phyllomedusa azurea Cope, 1862
- Phyllomedusa bahiana A. Lutz, 1925
- Phyllomedusa bicolor (Boddaert, 1772)
- Phyllomedusa boliviana Boulenger, 1902
- Phyllomedusa burmeisteri Boulenger, 1882
- Phyllomedusa camba De la Riva, 2000
- Phyllomedusa centralis Bokermann, 1965
- Phyllomedusa distincta A. Lutz in B. Lutz, 1950
- Phyllomedusa hypochondrialis (Daudin, 1800)
- Phyllomedusa iheringii Boulenger, 1885
- Phyllomedusa megacephala (Miranda-Ribeiro, 1926)
- Phyllomedusa nordestina Caramaschi, 2006
- Phyllomedusa oreades Brandão, 2002
- Phyllomedusa palliata Peters, 1873
- Phyllomedusa rohdei Mertens, 1926
- Phyllomedusa rustica Bruschi, Lucas, Garcia & Recco-Pimentel, 2015
- Phyllomedusa sauvagii Boulenger, 1882
- Phyllomedusa tarsius (Cope, 1868)
- Phyllomedusa tetraploidea Pombal & Haddad, 1992
- Phyllomedusa tomopterna (Cope, 1868)
- Phyllomedusa vaillantii Boulenger, 1882

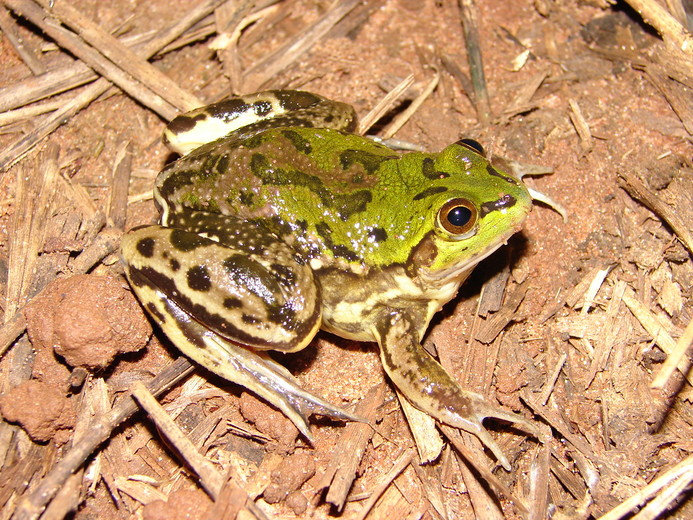
Pseudis bolbodactyla

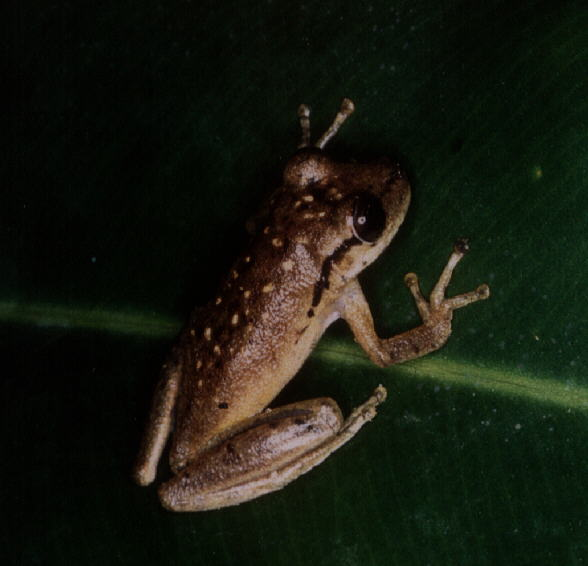
Scinax boesemani

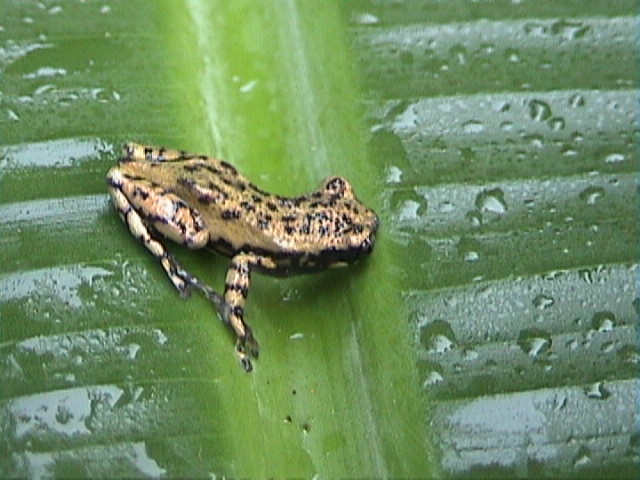
Scinax x-signatus

- Pseudis bolbodactyla A. Lutz, 1925
- Pseudis cardosoi Kwet, 2000
- Pseudis fusca Garman, 1883
- Pseudis minuta Günther, 1858
- Pseudis paradoxa (Linnaeus, 1758)
- Pseudis platensis Gallardo, 1961
- Pseudis tocantins Caramaschi & Cruz, 1998
- Scarthyla goinorum (Bokermann, 1962)

- Scinax acuminatus (Cope, 1862)
- Scinax agilis (Cruz & Peixoto, 1983)
- Scinax albicans (Bokermann, 1967)
- Scinax alcatraz (B. Lutz, 1973)
- Scinax alter (B. Lutz, 1973)
- Scinax angrensis (B. Lutz, 1973)
- Scinax arduous Peixoto, 2002
- Scinax argyreornatus (Miranda-Ribeiro, 1926)
- Scinax ariadne (Bokermann, 1967)
- Scinax aromothyella Faivovich, 2005
- Scinax atratus (Peixoto,1989)
- Scinax auratus (Wied-Neuwied,1821)
- Scinax baumgardneri (Rivero, 1961)
- Scinax belloni Faivoivch, Gasparini & Haddad, 2010
- Scinax berthae (Barrio, 1962)
- Scinax blairi (Fouquette & Pyburn, 1972)
- Scinax boesemani (Goin, 1966)
- Scinax brieni (De Witte, 1930)
- Scinax cabralensis Drummond, Baêta & Pires, 2007
- Scinax caldarum (B. Lutz, 1968)
- Scinax camposseabrai (Bokermann, 1968)
- Scinax canastrensis (Cardoso & Haddad, 1982)
- Scinax cardosoi (Carvalho-e-Silva & Peixoto, 1991)
- Scinax carnevallii (Caramaschi & Kisteumacher, 1989)
- Scinax catharinae (Boulenger, 1888)
- Scinax centralis Pombal & Bastos, 1996
- Scinax constrictus Lima, Bastos & Giaretta, 2004
- Scinax cosenzai Lacerda, Peixoto & Feio, 2012
- Scinax cretatus Nunes & Pombal, 2011
- Scinax crospedospilus (A. Lutz, 1925)
- Scinax cruentommus (Duellman, 1972)
- Scinax curicica Pugliesse, Pombal & Sazima, 2004
- Scinax cuspidatus (A. Lutz, 1925)
- Scinax dolloi (Werner, 1903)
- Scinax duartei (B. Lutz, 1951)
- Scinax eurydice (Bokermann, 1968)
- Scinax exiguus (Duellman, 1986)
- Scinax faivovichi Brasileiro, Oyamaguchi & Haddad, 2007
- Scinax flavoguttatus (A. Lutz & B. Lutz, 1939)
- Scinax funereus (Cope, 1874)
- Scinax fuscomarginatus (A. Lutz, 1925)
- Scinax fuscovarius (A. Lutz, 1925)
- Scinax garbei (Miranda-Ribeiro, 1926)
- Scinax granulatus (Peters, 1871)
- Scinax hayii (Barbour, 1909)
- Scinax heyeri (Peixoto & Weygoldt, 1986)
- Scinax hiemalis (Haddad & Pombal, 1987)
- Scinax humilis (A. Lutz & B. Lutz, 1954)
- Scinax imbegue Nunes, Kwet & Pombal, 2012
- Scinax insperatus Da Silva & Alves-Silva, 2011
- Scinax juncae Nunes & Pombal, 2010
- Scinax jureia (Pombal & Gordo, 1991)
- Scinax kautskyi (Carvalho-e-Silva & Peixoto, 1991)
- Scinax lindsayi Pyburn, 1992
- Scinax littoralis (Pombal & Gordo, 1991)
- Scinax littoreus (Peixoto, 1988)
- Scinax longilineus (B. Lutz, 1968)
- Scinax luizotavioi (Caramaschi & Kisteumacher, 1989)
- Scinax machadoi (Bokermann & Sazima, 1973)
- Scinax madeirae (Bokermann, 1964)
- Scinax maracaya (Cardoso & Sazima, 1980)
- Scinax melanodactylus Lourenço, Luna & Pombal, 2014
- Scinax melloi (Peixoto, 1989)
- Scinax muriciensis Cruz, Nunes & Lima, 2011
- Scinax nasicus (Cope, 1862)
- Scinax nebulosus (Spix, 1824)
- Scinax obtriangulatus (B. Lutz, 1973)
- Scinax pachycrus (Miranda-Ribeiro, 1937)
- Scinax pedromedinae (Henle, 1991)
- Scinax peixotoi Brasileiro, Haddad, Sawaya & Martins, 2007
- Scinax perereca Pombal, Haddad & Kasahara, 1995
- Scinax perpusillus (A. Lutz & B. Lutz, 1939)
- Scinax pinima (Bokermann & Sazima, 1973)
- Scinax pombali Lourenço, Carvalho, Baeta, Pezzuti & Leite, 2013
- Scinax proboscideus (Brongersma, 1933)
- Scinax ranki (Andrade & Cardoso, 1987)
- Scinax rizibilis (Bokermann, 1964)
- Scinax rogerioi Pugliesi, Baêta & Pombal, 2009
- Scinax rostratus (Peters, 1863)
- Scinax ruber (Laurenti, 1768)
- Scinax rupestris Araújo-Vieira, Brandão & Faria, 2015
- Scinax satermawe Sturaro & Peloso, 2014
- Scinax similis (Cochran, 1952)
- Scinax skaios Pombal, Carvalho, Canelas &  Bastos, 2010
- Scinax skuki Lima, Cruz & Azevedo, 2011
- Scinax squalirostris (A. Lutz, 1925)
- Scinax strigilatus (Spix, 1824)
- Scinax tigrinus Nunes, Carvalho & Pereira, 2010
- Scinax trapicheiroi (A. Lutz & B. Lutz, 1954)
- Scinax tupinamba Silva & Alves-Silva, 2008
- Scinax tymbamirim Nunes, Kwet & Pombal, 2012
- Scinax uruguayus (Schmidt, 1944)
- Scinax villasboasi Brusquetti, Jansen, Barrio-Amorós, Segalla & Haddad, 2014
- Scinax v-signatus (B. Lutz, 1968)
- Scinax x-signatus (Spix, 1824)

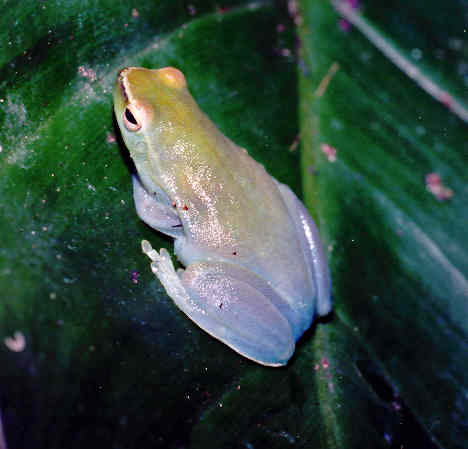
Sphaenorhynchus lacteus

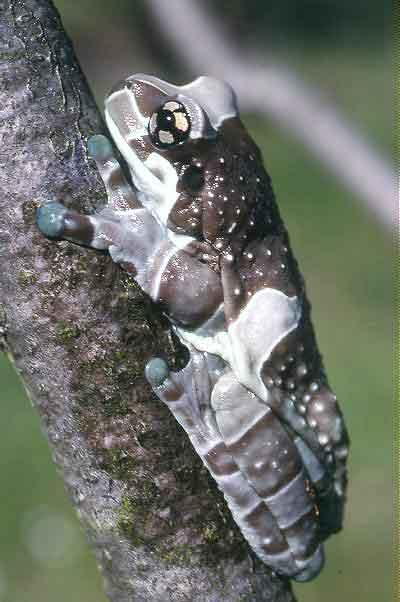
Trachycephalus resinifictrix

- Sphaenorhynchus botocudo Caramaschi, Almeida & Gasparini, 2009
- Sphaenorhynchus bromelicola Bokermann, 1966
- Sphaenorhynchus caramaschii Toledo, Garcia, Lingnau & Haddad, 2007
- Sphaenorhynchus carneus (Cope, 1868)
- Sphaenorhynchus dorisae (Goin, 1957)
- Sphaenorhynchus lacteus (Daudin, 1800)
- Sphaenorhynchus mirim Caramaschi, Almeida & Gasparini, 2009
- Sphaenorhynchus orophilus (A. Lutz & B. Lutz, 1938)
- Sphaenorhynchus palustris Bokermann, 1966
- Sphaenorhynchus pauloalvini Bokermann, 1973
- Sphaenorhynchus planicola (A. Lutz & B. Lutz, 1938)
- Sphaenorhynchus prasinus Bokermann, 1973
- Sphaenorhynchus surdus (Cochran, 1953)
- Tepuihyla exophthalma (Smith & Noonan, 2001)
- Trachycephalus cunauaru Gordo, Toledo, Suárez, Kawashita-Ribeiro, Ávila, Morais & Nunes, 2013
- Trachycephalus atlas Bokermann, 1966
- Trachycephalus coriaceus (Peters, 1867)
- Trachycephalus dibernardoi Kwet & Solé, 2008
- Trachycephalus hadroceps (Duellman & Hoogmoed, 1992)
- Trachycephalus helioi Nunes, Suárez, Gordo & Pombal, 2013
- Trachycephalus imitatrix (Miranda-Ribeiro, 1926)
- Trachycephalus lepidus (Pombal, Haddad & Cruz, 2003)
- Trachycephalus mambaiensis Cintra, Silva, Silva-Jr., Garcia & Zaher, 2009
- Trachycephalus mesophaeus (Hensel, 1867)
- Trachycephalus nigromaculatus Tschudi, 1838
- Trachycephalus resinifictrix (Goeldi, 1907)
- Trachycephalus typhonius (Linnaeus, 1758)
- Xenohyla eugenioi Caramaschi, 1998
- Xenohyla truncata (Izecksohn, 1959)

Família Hylodidae Günther, 1858
- Crossodactylus aeneus Müller, 1924

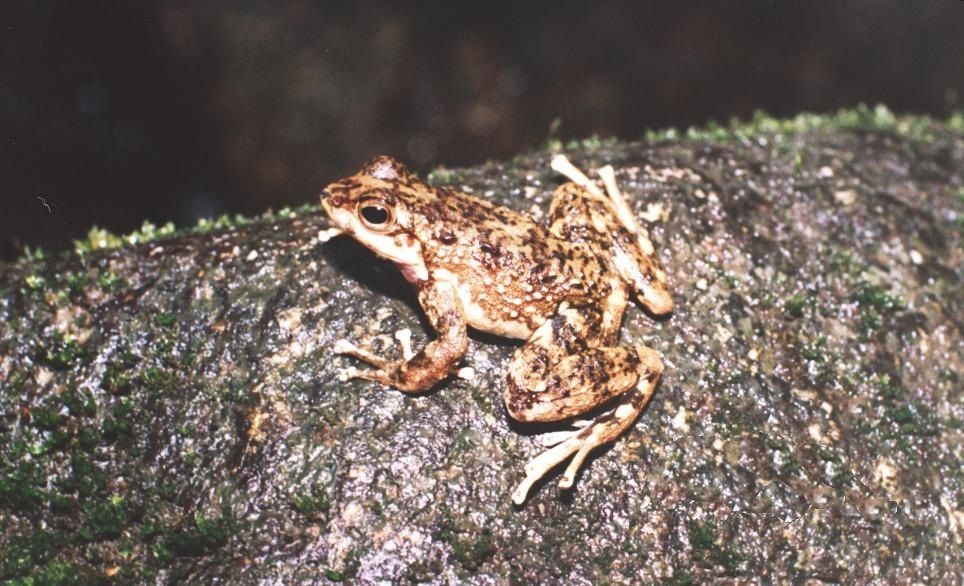
Hylodes asper

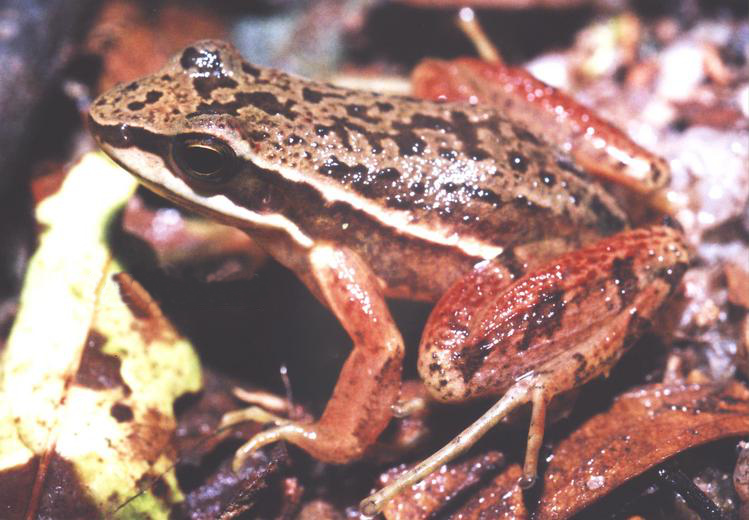
Hylodes sazimai

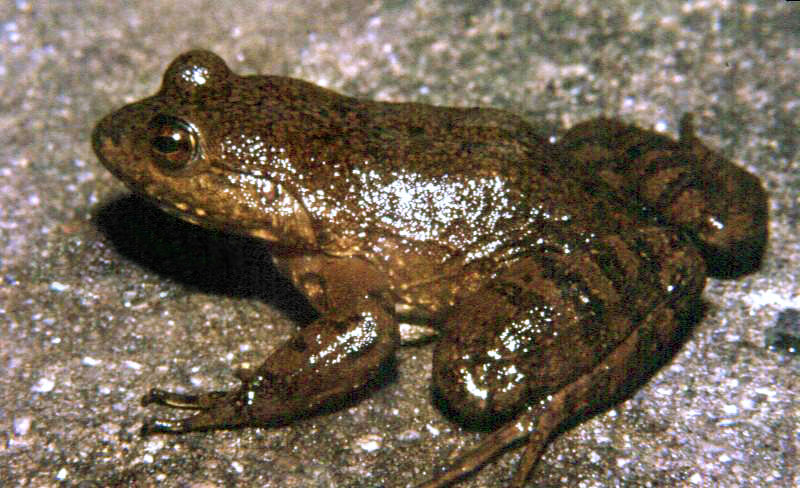
Megaloesia massarti

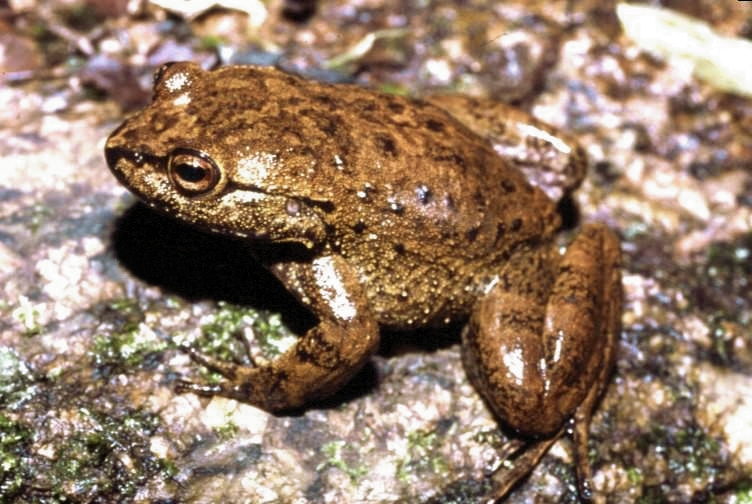
Megaloesia boticariana

- Crossodactylus boulengeri (De Witte, 1930)
- Crossodactylus caramaschii Bastos & Pombal, 1995
- Crossodactylus cyclospinus Nascimento, Cruz & Feio, 2005
- Crossodactylus dantei Carcerelli & Caramaschi, 1993
- Crossodactylus dispar A. Lutz, 1925
- Crossodactylus franciscanus Pimenta, Caramaschi & Cruz, 2015
- Crossodactylus gaudichaudii Duméril & Bibron, 1841
- Crossodactylus grandis B. Lutz, 1951
- Crossodactylus lutzorum Carcerelli & Caramaschi, 1993
- Crossodactylus schmidti Gallardo, 1961
- Crossodactylus timbuhy Pimenta, Cruz & Caramaschi, 2014
- Crossodactylus trachystomus (Reinhardt & Lütken, 1862)
- Crossodactylus werneri Pimenta, Cruz & Caramaschi, 2014
- Hylodes amnicola Pombal, Feio & Haddad, 2002
- Hylodes asper (Müller, 1924)
- Hylodes babax Heyer, 1982
- Hylodes cardosoi Lingnau, Canedo & Pombal, 2008
- Hylodes charadranaetes Heyer & Cocroft, 1986
- Hylodes dactylocinus Pavan, Narvaes & Rodrigues, 2001
- Hylodes fredi Canedo & Pombal, 2007
- Hylodes glaber (Miranda-Ribeiro, 1926)
- Hylodes heyeri Haddad, Pombal & Bastos, 1996
- Hylodes japi Sá, Canedo, Lyra & Haddad, 2015
- Hylodes lateristrigatus (Baumann, 1912)
- Hylodes magalhaesi (Bokermann, 1964)
- Hylodes meridionalis (Mertens, 1927)
- Hylodes mertensi (Bokermann, 1956)
- Hylodes nasus (Lichtenstein, 1823)
- Hylodes ornatus (Bokermann, 1967)
- Hylodes otavioi Sazima & Bokermann, 1983
- Hylodes perere Silva & Benmaman, 2008
- Hylodes perplicatus (Miranda-Ribeiro, 1926)
- Hylodes phyllodes Heyer & Cocroft, 1986
- Hylodes pipilans Canedo & Pombal, 2007
- Hylodes regius Gouvêa, 1979
- Hylodes sazimai Haddad & Pombal, 1995
- Hylodes uai Nascimento, Pombal & Haddad, 2001
- Hylodes vanzolinii Heyer, 1982
- Megaelosia apuana Pombal, Prado & Canedo, 2003
- Megaelosia bocainensis Giaretta, Bokermann & Haddad, 1993
- Megaelosia boticariana Giaretta & Aguiar, 1998
- Megaelosia goeldii (Baumann, 1912)
- Megaelosia jordanensis (Heyer, 1983)
- Megaelosia lutzae Izecksohn & Gouvêa, 1985
- Megaelosia massarti (De Witte, 1930)

Família Leptodactylidae Werner, 1896

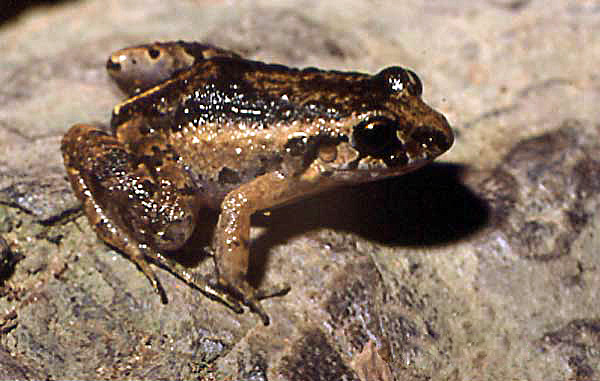
Adenomera andreae

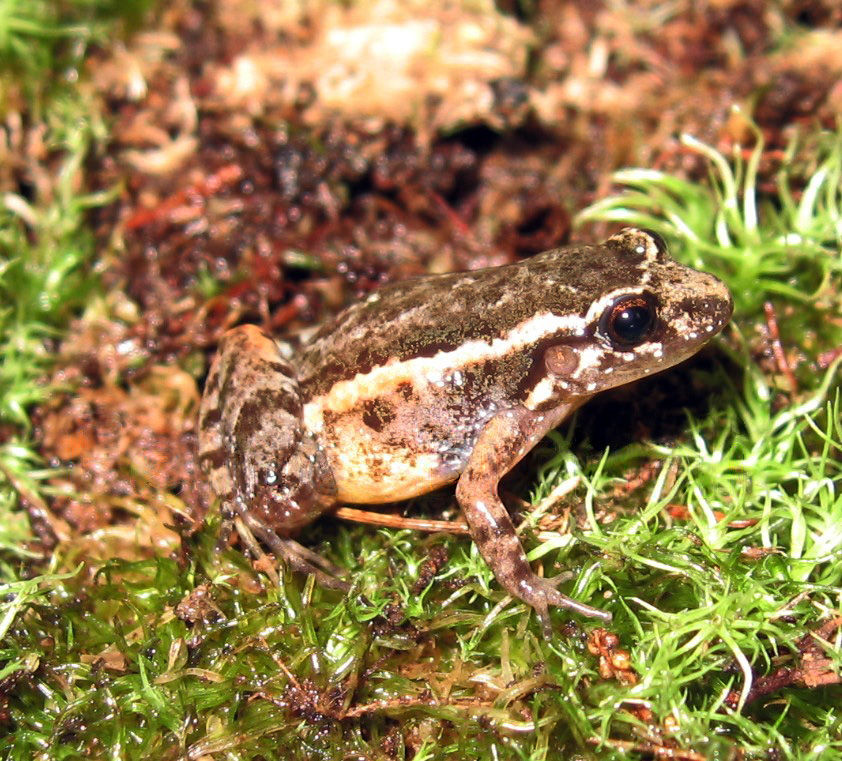
Adenomera marmorata

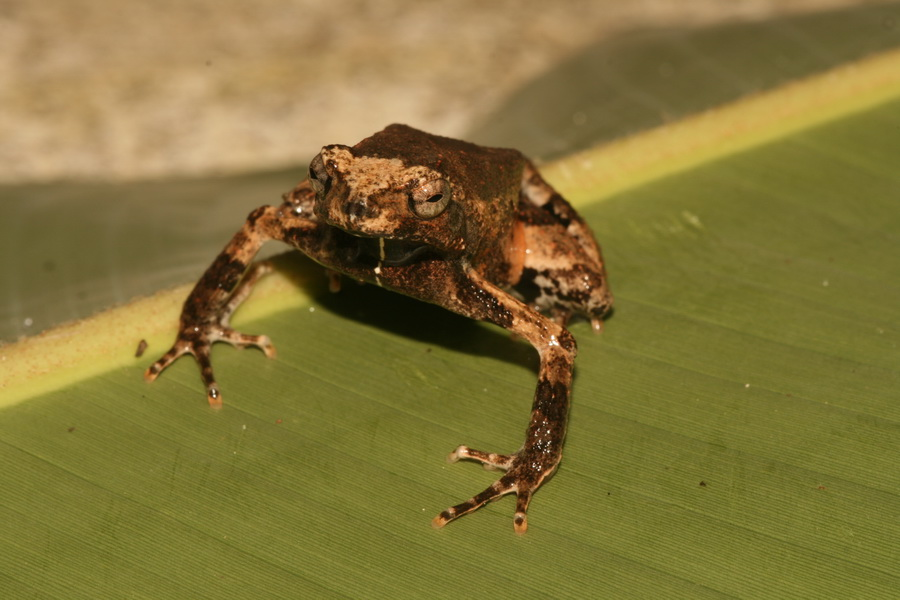
Engystomops petersi

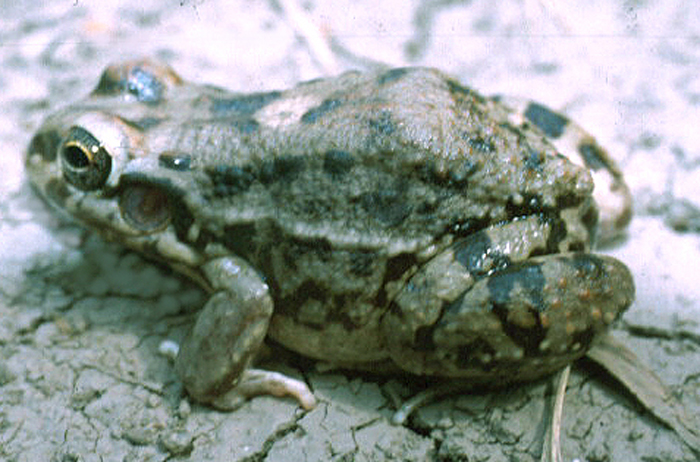
Leptodactylus bufonius

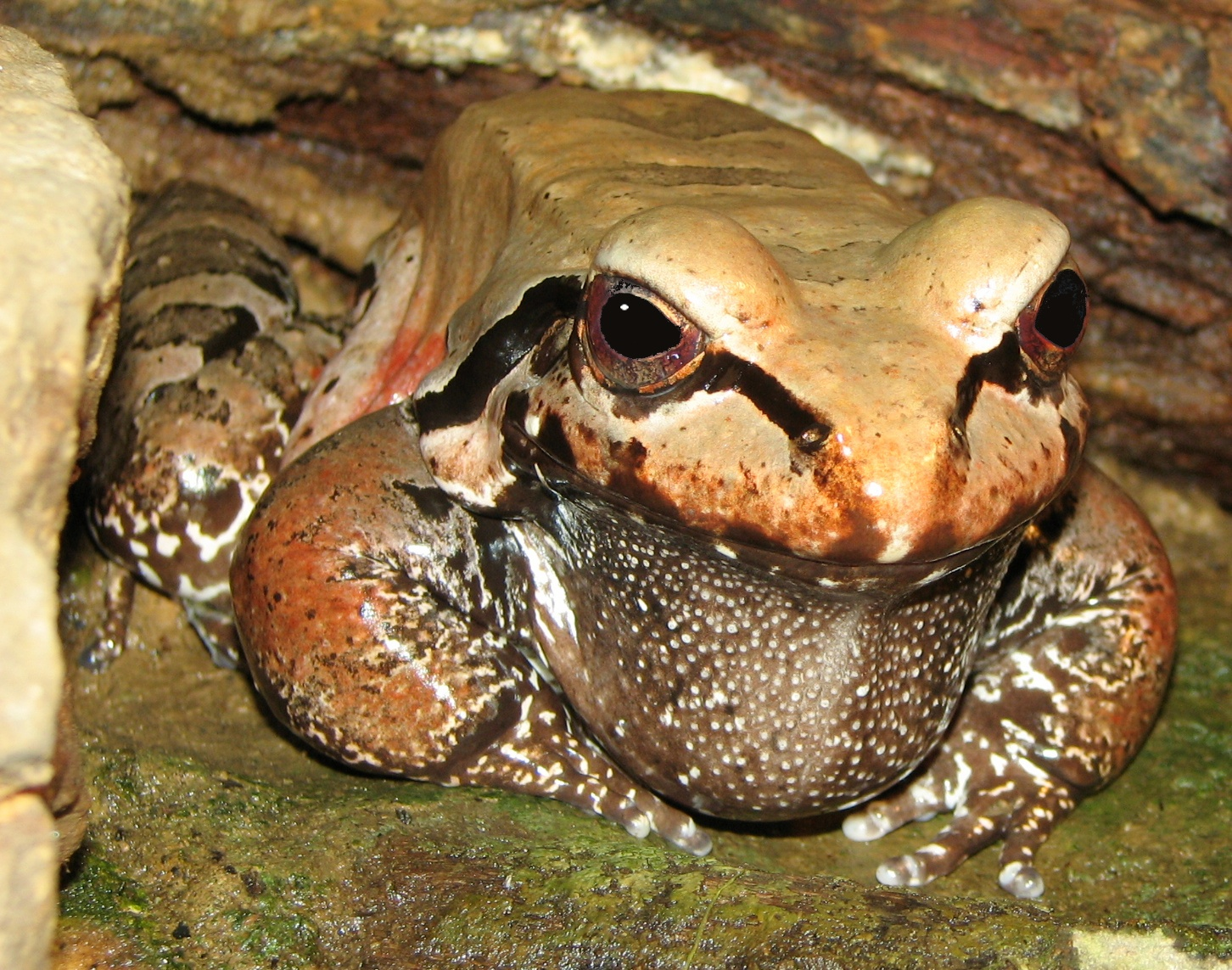
Leptodactylus pentadactylus

- "Leptodactylus" ochraceus A. Lutz, 1930 sensu de Sá et al., 2014 Incertae sedis
- Adenomera ajurauna (Berneck, Costa & Garcia 2008)
- Adenomera andreae (Müller, 1923)
- Adenomera araucaria (Kwet & Angulo, 2003)
- Adenomera bokermanni (Heyer, 1973)
- Adenomera cotuba Carvalho & Giaretta, 2013
- Adenomera diptyx (Boettger, 1885)
- Adenomera engelsi (Kwet, Steiner & Zillikens, 2009)
- Adenomera heyeri Boistel, Massary & Angulo, 2006
- Adenomera hylaedactyla (Cope, 1868)
- Adenomera juikitam Carvalho & Giaretta, 2013
- Adenomera marmorata (Steindachner, 1867)
- Adenomera martinezi (Bokermann, 1956)
- Adenomera nana Müller, 1922
- Adenomera saci Carvalho & Giaretta, 2013
- Adenomera thomei (Almeida & Angulo 2006)
- Crossodactylodes bokermanni Peixoto, 1983
- Crossodactylodes itambe Barata, Santos, Leite & Garcia, 2013
- Crossodactylodes izecksohni Peixoto, 1983
- Crossodactylodes pintoi Cochran, 1938
- Crossodactylodes septentrionalis Teixeira, Recoder, Amaro, Damasceno, Cassimiro & Rodrigues, 2013
- Edalorhina perezi Jiménez de la Espada, 1871
- Engystomops freibergi (Donoso-Barros, 1969)
- Engystomops petersi Jiménez de la Espada, 1872
- Hydrolaetare dantasi (Bokermann, 1959)
- Hydrolaetare schmidti (Cochran & Goin, 1959)
- Leptodactylus bolivianus Boulenger, 1898
- Leptodactylus bufonius Boulenger, 1894
- Leptodactylus caatingae Heyer & Juncá, 2003
- Leptodactylus camaquara Sazima & Bokermann, 1978
- Leptodactylus chaquensis Cei, 1950
- Leptodactylus cunicularius Sazima & Bokermann, 1978
- Leptodactylus cupreus Caramaschi, Feio & São-Pedro, 2008
- Leptodactylus didymus Heyer, García-Lopez & Cardoso, 1996
- Leptodactylus diedrus Heyer, 1994
- Leptodactylus discodactylus Boulenger, 1884
- Leptodactylus elenae Heyer, 1978
- Leptodactylus flavopictus A. Lutz, 1926
- Leptodactylus furnarius Sazima & Bokermann, 1978
- Leptodactylus fuscus (Schneider, 1799)
- Leptodactylus gracilis (Duméril & Bibron, 1841)
- Leptodactylus guianensis Heyer & De Sá, 2011
- Leptodactylus hylodes (Reinhardt & Lütken, 1862)
- Leptodactylus jolyi Sazima & Bokermann, 1978
- Leptodactylus knudseni Heyer, 1972
- Leptodactylus labyrinthicus (Spix, 1824)
- Leptodactylus laticeps Boulenger, 1918
- Leptodactylus latinasus Jiménez de la Espada, 1875
- Leptodactylus latrans (Steffen, 1815)
- Leptodactylus lauramiriamae Heyer & Crombie, 2005
- Leptodactylus leptodactyloides (Andersson, 1945)
- Leptodactylus lineatus (Schneider, 1799)
- Leptodactylus longirostris Boulenger, 1882
- Leptodactylus macrosternum Miranda-Ribeiro, 1926
- Leptodactylus marambaiae Izecksohn, 1976
- Leptodactylus myersi Heyer, 1995
- Leptodactylus mystaceus (Spix, 1824)
- Leptodactylus mystacinus (Burmeister, 1861)
- Leptodactylus natalensis A. Lutz, 1930
- Leptodactylus notoaktites Heyer, 1978
- Leptodactylus oreomantis Carvalho, Leite & Pezzuti, 2013
- Leptodactylus paraensis Heyer, 2005
- Leptodactylus pentadactylus (Laurenti, 1768)
- Leptodactylus petersii (Steindachner, 1864)
- Leptodactylus plaumanni Ahl, 1936
- Leptodactylus podicipinus (Cope, 1862)
- Leptodactylus pustulatus (Peters, 1870)
- Leptodactylus rhodomystax Boulenger, 1884
- Leptodactylus rhodonotus (Günther, 1869)
- Leptodactylus riveroi Heyer & Pyburn, 1983
- Leptodactylus rugosus Noble, 1923
- Leptodactylus sabanensis Heyer, 1994
- Leptodactylus sertanejo Giaretta & Costa, 2007
- Leptodactylus spixi Heyer, 1983
- Leptodactylus stenodema Jiménez de la Espada, 1875
- Leptodactylus syphax Bokermann, 1969
- Leptodactylus tapiti Sazima & Bokermann, 1978
- Leptodactylus troglodytes A. Lutz, 1926
- Leptodactylus validus Garman, 1888
- Leptodactylus vastus A. Lutz, 1930
- Leptodactylus viridis Jim & Spirandeli-Cruz, 1973
- Leptodactylus wagneri (Peters, 1862)

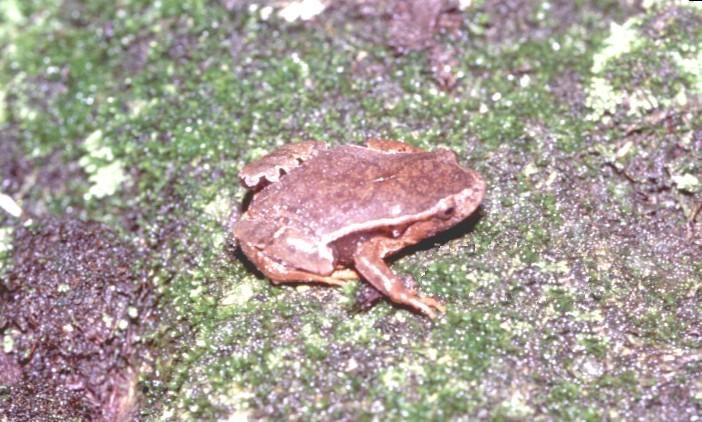
Paratelmatobius poecilogaster

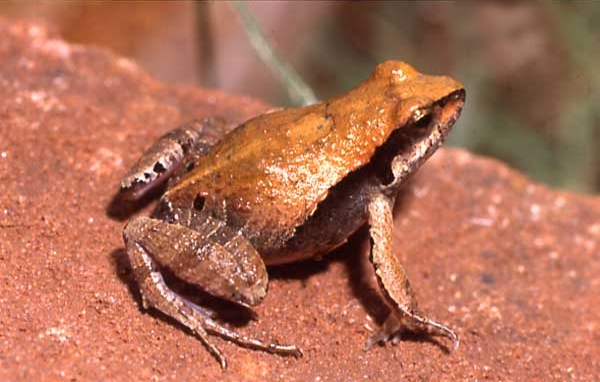
Physalaemus gracilis

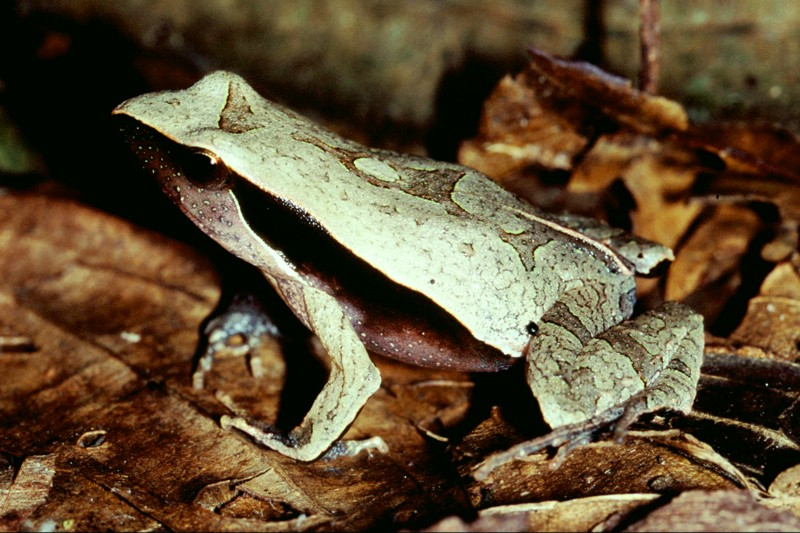
Physalaemus olfersii

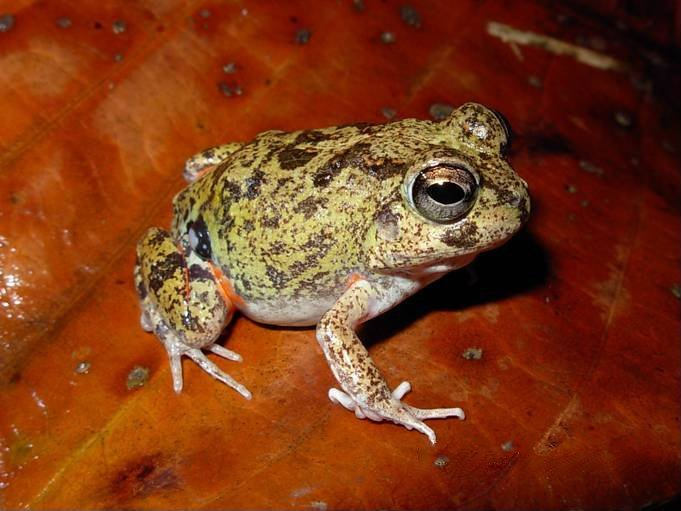
Pleurodema brachyops

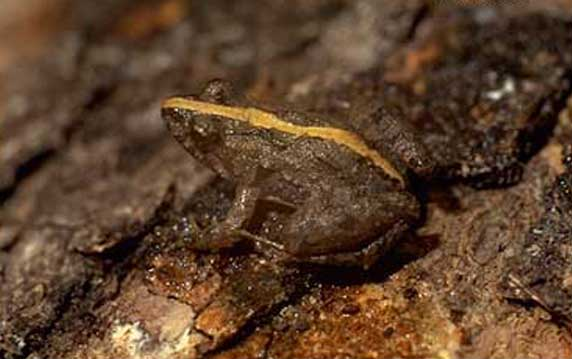
Pseudopaludicola falcipes

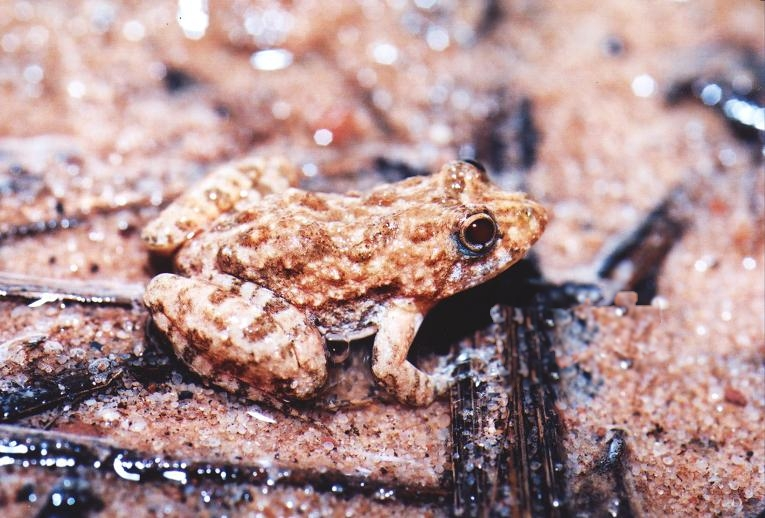
Pseudopaludicola ternetzi

- Paratelmatobius cardosoi Pombal & Haddad, 1999
- Paratelmatobius gaigeae (Cochran, 1938)
- Paratelmatobius lutzii B. Lutz & Carvalho, 1958
- Paratelmatobius mantiqueira Pombal & Haddad, 1999
- Paratelmatobius poecilogaster Giaretta & Castanho, 1990
- Paratelmatobius yepiranga Garcia, Berneck & Costa, 2009
- Physalaemus aguirrei Bokermann, 1966
- Physalaemus albifrons (Spix, 1824)
- Physalaemus albonotatus (Steindachner, 1864)
- Physalaemus angrensis Weber, Gonzaga & Carvalho-e-Silva, 2005
- Physalaemus atlanticus Haddad & Sazima, 2004
- Physalaemus barrioi Bokermann, 1967
- Physalaemus biligonigerus (Cope, 1861)
- Physalaemus bokermanni Cardoso & Haddad, 1985
- Physalaemus caete Pombal & Madureira, 1997
- Physalaemus camacan Pimenta, Cruz & Silvano, 2005
- Physalaemus centralis Bokermann, 1962
- Physalaemus cicada Bokermann, 1966
- Physalaemus crombiei Heyer & Wolf, 1989
- Physalaemus cuvieri Fitzinger, 1826
- Physalaemus deimaticus Sazima & Caramaschi, 1988
- Physalaemus ephippifer (Steindachner, 1864)
- Physalaemus erikae Cruz & Pimenta, 2004
- Physalaemus erythros Caramaschi, Feio & Guimarães-Neto, 2003
- Physalaemus evangelistai Bokermann, 1967
- Physalaemus feioi Cassini, Cruz & Caramaschi, 2010
- Physalaemus gracilis (Boulenger, 1883)
- Physalaemus henselii (Peters, 1872)
- Physalaemus insperatus Cruz, Cassini & Caramaschi, 2008
- Physalaemus irroratus Cruz, Nascimento & Feio, 2007
- Physalaemus jordanensis Bokermann, 1967
- Physalaemus kroyeri (Reinhardt & Lütken, 1862)
- Physalaemus lateristriga (Steindachner, 1864)
- Physalaemus lisei Braun & Braun, 1977
- Physalaemus maculiventris (A. Lutz, 1925)
- Physalaemus marmoratus (Reinhardt & Lütken, 1862)
- Physalaemus maximus Feio, Pombal & Caramaschi, 1999
- Physalaemus moreirae (Miranda-Ribeiro, 1937)
- Physalaemus nanus (Boulenger, 1888)
- Physalaemus nattereri (Steindachner, 1863)
- Physalaemus obtectus Bokermann, 1966
- Physalaemus olfersii (Lichtenstein & Martens, 1856)
- Physalaemus orophilus Cassini, Cruz & Caramaschi, 2010
- Physalaemus riograndensis Milstead, 1960
- Physalaemus rupestris Caramaschi, Carcerelli & Feio, 1991
- Physalaemus signifer (Girard, 1853)
- Physalaemus soaresi Izecksohn, 1965
- Physalaemus spiniger (Miranda-Ribeiro, 1926)
- Pleurodema alium Maciel & Nunes, 2010
- Pleurodema bibroni Tschudi, 1838
- Pleurodema brachyops (Cope, 1869)
- Pleurodema diplolister (Peters, 1870)
- Pseudopaludicola ameghini (Cope, 1887)
- Pseudopaludicola atragula Pansonato, Mudrek, Veiga-Menoncello, Rossa-Feres, Martins & Strüssmann, 2014
- Pseudopaludicola boliviana Parker, 1927
- Pseudopaludicola canga Giaretta & Kokubum, 2003
- Pseudopaludicola ceratophryes Rivero & Serna, 1984
- Pseudopaludicola facureae Andrade & Carvalho, 2013
- Pseudopaludicola falcipes (Hensel, 1867)
- Pseudopaludicola giarettai Carvalho, 2012
- Pseudopaludicola hyleaustralis Pansonato, Morais, Ávila, kawashita-Ribeiro, Strússmann & Martin, 2012
- Pseudopaludicola mineira Lobo, 1994
- Pseudopaludicola murundu Toledo, Siqueira, Duarte, Veiga-Menoncello, Recco-Pimentel & Haddad, 2010
- Pseudopaludicola mystacalis (Cope, 1887)
- Pseudopaludicola parnaiba Roberto, Cardozo & Avila, 2013
- Pseudopaludicola pocoto Magalhães, Loebmann, Kokubum, Haddad & Garda, 2014
- Pseudopaludicola saltica (Cope, 1887)
- Pseudopaludicola ternetzi Miranda-Ribeiro, 1937
- Rupirana cardosoi Heyer, 1999
- Scythrophrys sawayae (Cochran, 1953)

Família Microhylidae Günther, 1858
- Arcovomer passarellii Carvalho, 1954
- Chiasmocleis alagoanus Cruz, Caramaschi & Freire, 1999

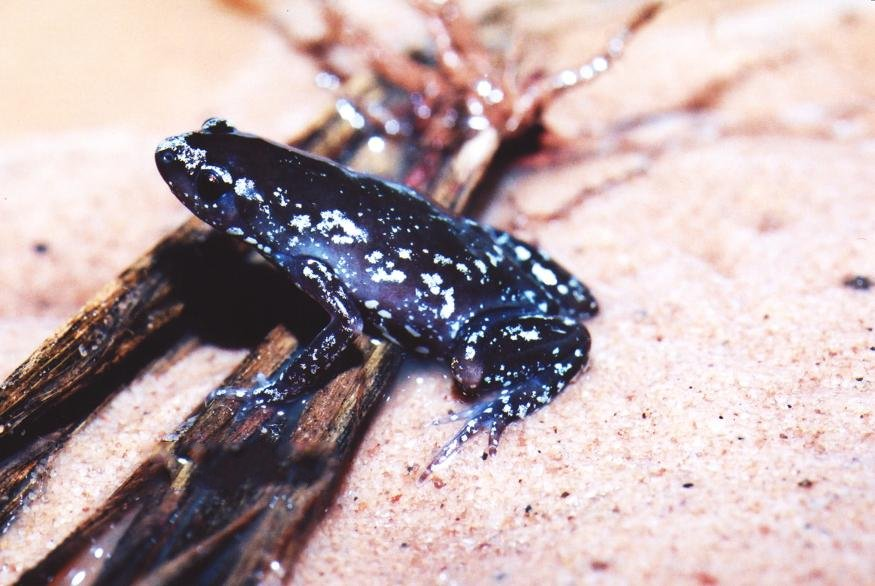
Chiasmocleis albopunctata

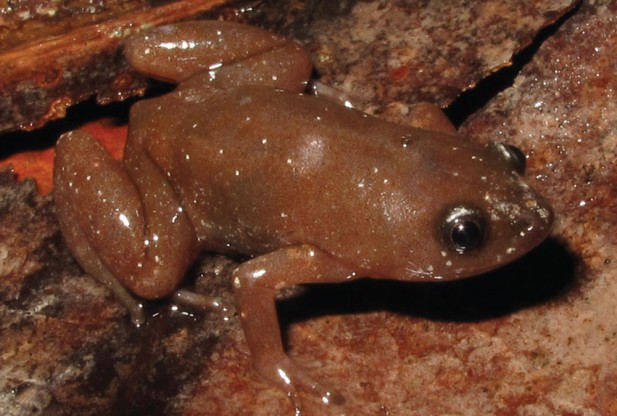
Chiasmocleis quilombola

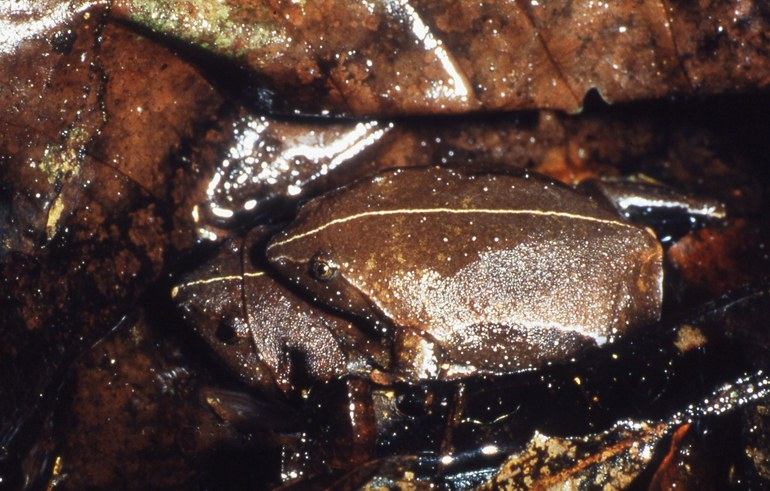
Ctenophryne geayi

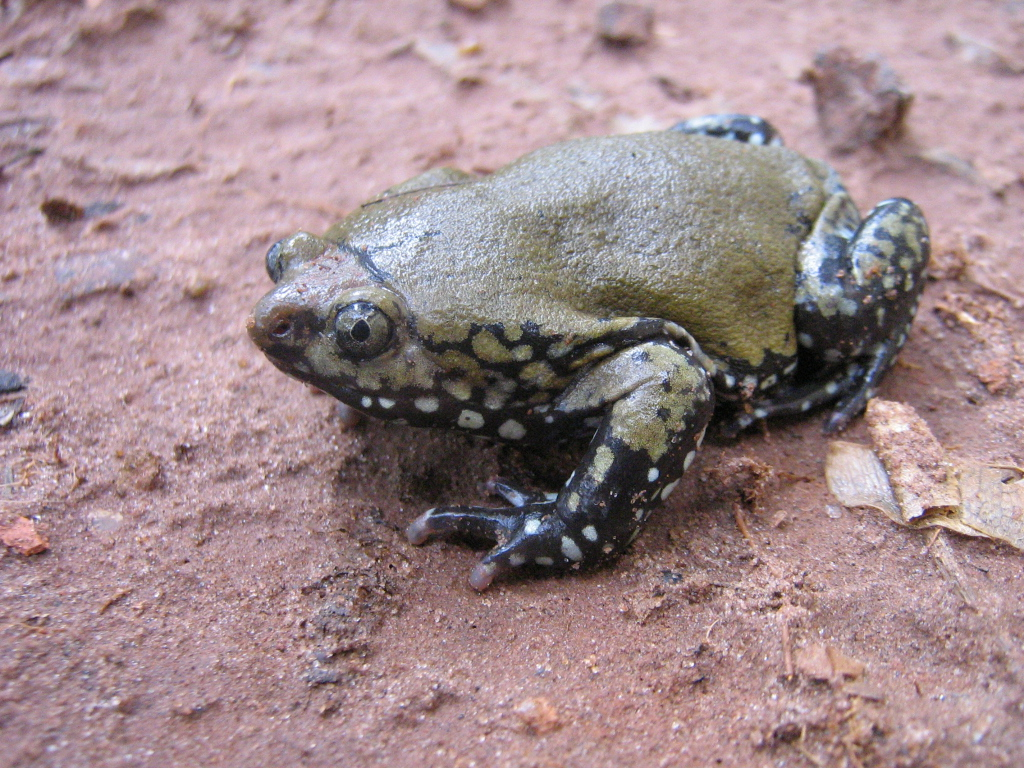
Dermatonotus muelleri

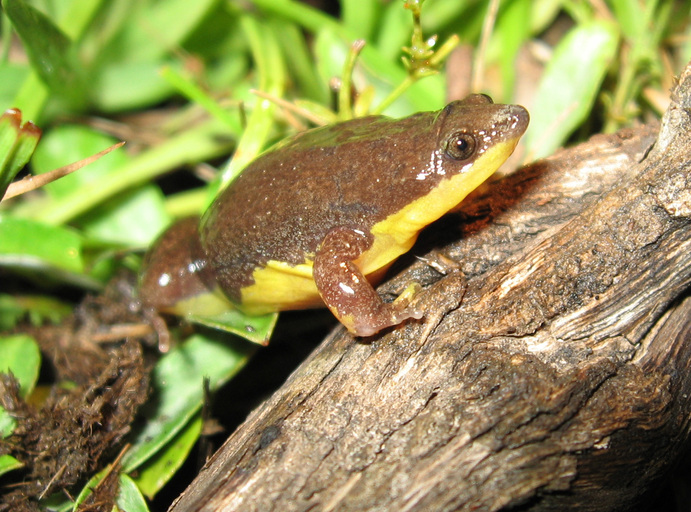
Elachistocleis bicolor

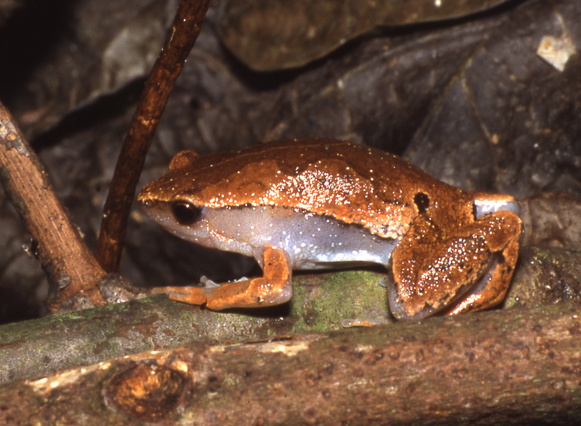
Hamptophryne boliviana

- Chiasmocleis albopunctata (Boettger, 1885)
- Chiasmocleis antenori (Walker, 1973)
- Chiasmocleis atlantica Cruz, Caramaschi & Izecksohn, 1997
- Chiasmocleis avilapiresae Peloso & Sturaro, 2008
- Chiasmocleis bassleri Dunn, 1949
- Chiasmocleis capixaba Cruz, Caramaschi & Izecksohn, 1997
- Chiasmocleis centralis Bokermann, 1952
- Chiasmocleis cordeiroi Caramaschi & Pimenta, 2003
- Chiasmocleis crucis Caramaschi & Pimenta, 2003
- Chiasmocleis gnoma Canedo, Dixo & Pombal, 2004
- Chiasmocleis haddadi Peloso, Sturaro, Forlani, Gaucher, Motta & Wheeler, 2014
- Chiasmocleis hudsoni Parker, 1940
- Chiasmocleis lacrimae Peloso, Sturaro, Forlani, Gaucher, Motta & Wheeler, 2014
- Chiasmocleis leucosticta (Boulenger, 1888)
- Chiasmocleis mantiqueira Cruz, Feio & Cassini, 2007
- Chiasmocleis mehelyi Caramaschi & Cruz, 1997
- Chiasmocleis papachibe Peloso, Sturaro, Forlani, Gaucher, Motta & Wheeler, 2014
- Chiasmocleis quilombola Tonini, Forlani & de Sá, 2014
- Chiasmocleis royi Peloso, Sturaro, Forlani, Gaucher, Motta & Wheeler, 2014
- Chiasmocleis sapiranga Cruz, Caramaschi & Napoli, 2007
- Chiasmocleis schubarti Bokermann, 1952
- Chiasmocleis shudikarensis Dunn, 1949
- Chiasmocleis tridactyla (Duellman & Medelson, 1995)
- Chiasmocleis ventrimaculata (Andersson, 1945)
- Ctenophryne geayi Mocquard, 1904
- Dasypops schirchi Miranda-Ribeiro, 1924
- Dermatonotus muelleri (Boettger, 1885)
- Elachistocleis bicolor (Valenciennes in Guérin-Menéville, 1838)
- Elachistocleis bumbameuboi Caramaschi, 2010
- Elachistocleis carvalhoi Caramaschi, 2010
- Elachistocleis cesarii (Miranda-Ribeiro, 1920)
- Elachistocleis erythrogaster Kwet & Di-Bernardo, 1998
- Elachistocleis helianneae Caramaschi, 2010
- Elachistocleis magnus Toledo, 2010
- Elachistocleis matogrosso Caramaschi, 2010
- Elachistocleis muiraquitan Nunes-de-Almeida & Toledo, 2012
- Elachistocleis ovalis (Schneider, 1799)
- Elachistocleis piauiensis Caramaschi & Jim, 1983
- Elachistocleis surumu Caramaschi, 2010
- Hamptophryne alios (Wild, 1995)
- Hamptophryne boliviana (Parker, 1927)
- Myersiella microps (Duméril & Bibron, 1841)
- Otophryne pyburni Campbell & Clarke, 1998
- Stereocyclops histrio (Carvalho, 1954)
- Stereocyclops incrassatus Cope, 1870
- Stereocyclops palmipes Caramaschi, Salles & Cruz, 2012
- Stereocyclops parkeri (Wettstein, 1934)
- Synapturanus mirandaribeiroi Nelson & Lescure, 1975
- Synapturanus salseri Pyburn, 1975

Família Odontophrynidae Lynch, 1969

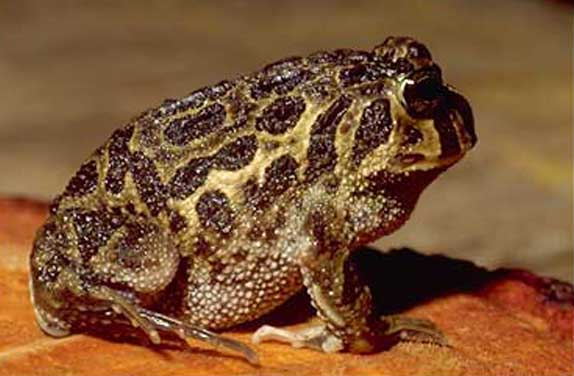
Odontophrynus americanus

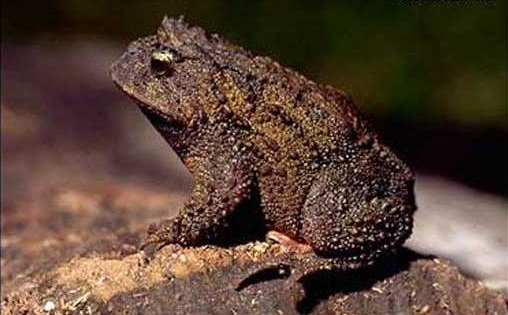
Proceratophrys bigibbosa

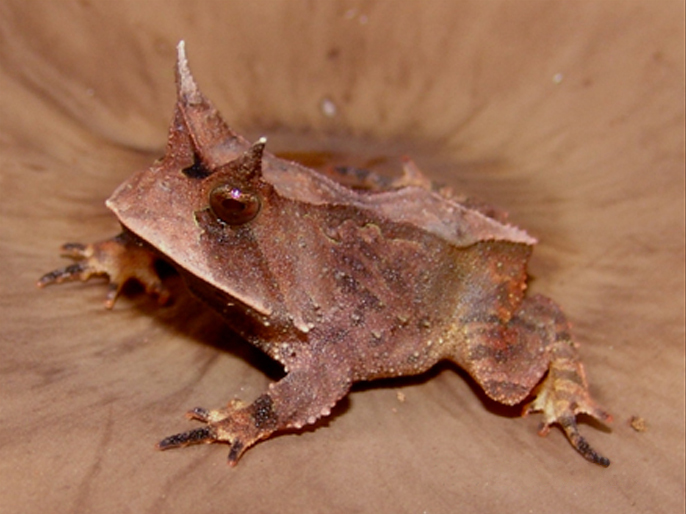
Proceratophrys boiei

- Macrogenioglottus alipioi Carvalho, 1946
- Odontophrynus americanus (Duméril & Bibron, 1841)
- Odontophrynus carvalhoi Savage & Cei, 1965
- Odontophrynus cultripes Reinhardt & Lütken, 1861
- Odontophrynus lavillai Cei, 1985
- Odontophrynus maisuma Rosset, 2008
- Odontophrynus monachus Caramaschi & Napoli, 2012
- Odontophrynus salvatori Caramaschi, 1996
- Proceratophrys appendiculata (Günther, 1873)
- Proceratophrys aridus Cruz, Nunes & Juncá, 2012
- Proceratophrys avelinoi Mercadal del Barrio & Barrio, 1993
- Proceratophrys bagnoi Brandão, Caramaschi, Vaz-Silva & Campos, 2013
- Proceratophrys bigibbosa (Peters, 1872)
- Proceratophrys belzebul Dias, Amaro, Carvalho-e-Silva & Rodrigues, 2013
- Proceratophrys boiei (Wied-Neuwied, 1825)
- Proceratophrys branti Brandão, Caramaschi, Vaz-Silva & Campos, 2013
- Proceratophrys brauni Kwet & Faivovich, 2001
- Proceratophrys caramaschii Cruz, Nunes & Juncá, 2012
- Proceratophrys carranca Godinho, Moura, Lacerda & Feio, 2013
- Proceratophrys concavitympanum Giaretta, Bernarde & Kokubum, 2000
- Proceratophrys cristiceps (Müller, 1884)
- Proceratophrys cururu Eterovick & Sazima, 1998
- Proceratophrys dibernardoi Brandão, Caramaschi, Vaz-Silva & Campos, 2013
- Proceratophrys gladius Mângia, Santana, Cruz & Feio, 2014
- Proceratophrys goyana (Miranda-Ribeiro, 1937)
- Proceratophrys huntingtoni Avila, Pansonato &, Strussmann, 2012
- Proceratophrys itamari Mângia, Santana, Cruz & Feio, 2014
- Proceratophrys izecksohni Dias, Amaro, Carvalho-e-Silva & Rodrigues, 2013
- Proceratophrys laticeps Izecksohn & Peixoto, 1981
- Proceratophrys mantiqueira Mângia, Santana, Cruz & Feio, 2014
- Proceratophrys melanopogon (Miranda-Ribeiro, 1926)
- Proceratophrys minuta Napoli, Cruz, Abreu & Del-Grande, 2011
- Proceratophrys moehringi Weygoldt & Peixoto, 1985
- Proceratophrys moratoi (Jim & Caramaschi, 1980)
- Proceratophrys palustris Giaretta e Sazima, 1993
- Proceratophrys paviotii Cruz, Prado e Izecksohn, 2005
- Proceratophrys phyllostomus Izecksohn, Cruz & Peixoto, 1999
- Proceratophrys pombali Mângia, Santana, Cruz & Feio, 2014
- Proceratophrys redacta Teixeira, Amaro, Recoder, Vechio & Rodrigues, 2012
- Proceratophrys renalis (Miranda-Ribeiro, 1937)
- Proceratophrys rotundipalpebra Martins & Giaretta, 2013
- Proceratophrys rondonae Prado & Pombal, 2008
- Proceratophrys sanctaritae Cruz & Napoli, 2010
- Proceratophrys schirchi (Miranda-Ribeiro, 1937)
- Proceratophrys strussmannae Ávila, Kawashita-Ribeiro & Morais, 2011
- Proceratophrys subguttata Izecksohn, Cruz & Peixoto, 1999
- Proceratophrys tupinamba Prado & Pombal, 2008
- Proceratophrys vielliardi Martins & Giaretta, 2011

Família Pipidae Gray, 1825
- Pipa arrabali Izecksohn, 1976
- Pipa carvalhoi (Miranda-Ribeiro, 1937)
- Pipa pipa (Linnaeus, 1758)
- Pipa snethlageae Müller, 1914

Família Ranidae Rafinesque, 1814

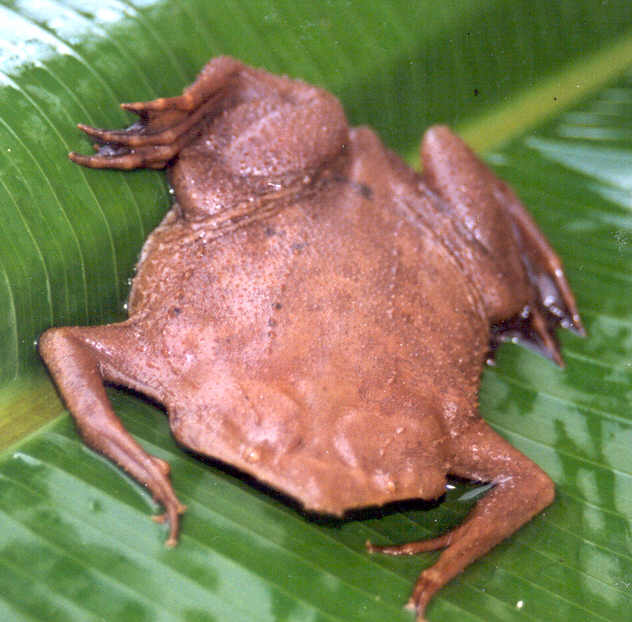
Pipa pipa

- Lithobates catesbeianus (Shaw, 1802) Introduzida
- Lithobates palmipes (Spix, 1824)

## Ordem Urodela
Família Plethodontidae Gray, 1850

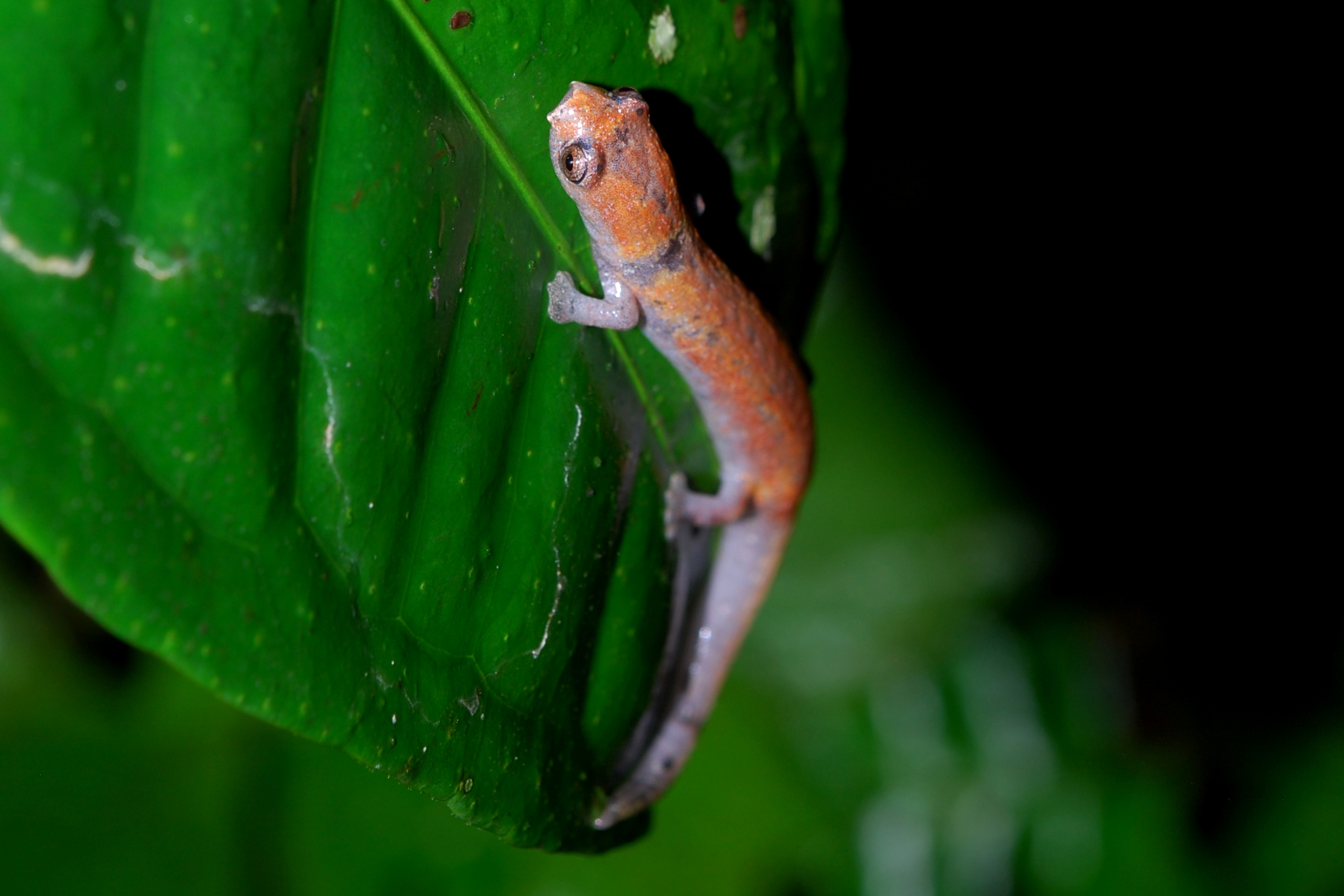
Bolitoglossa altamazonica

- Bolitoglossa altamazonica (Cope, 1874)
- Bolitoglossa caldwellae Brcko, Hoogmoed & Neckel-Oliveira, 2013
- Bolitoglossa paraensis (Unterstein, 1930)
- Bolitoglossa madeira Brcko, Hoogmoed & Neckel-Oliveira, 2013
- Bolitoglossa tapajonica Brcko, Hoogmoed & Neckel-Oliveira, 2013

## Ordem Gymnophiona
Família Caeciliidae Rafinesque, 1814
- Caecilia armata Dunn, 1942
- Caecilia gracilis Shaw, 1802
- Caecilia mertensi Taylor, 1973
- Caecilia tentaculata Linnaeus, 1758
- Oscaecilia hypereumeces Taylor, 1968

Família Rhinatrematidae Nussbaum, 1977
- Rhinatrema bivittatum (Cuvier in Guérin-Méneville, 1829)
- Rhinatrema ron Wilkinson & Gower, 2010

Famíia Siphonopidae Bonaparte, 1850

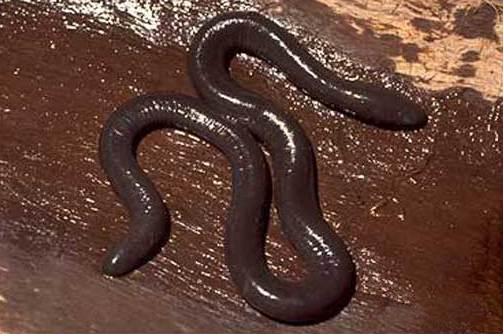
Chthonerpeton indistinctum

- Brasilotyphlus braziliensis (Dunn,1945)
- Brasilotyphlus guarantanus Maciel, Mott & Hoogmoed, 2009
- Luetkenotyphlus brasiliensis (Lütken, 1852)
- Microcaecilia butantan Wilkinson, Antoniazzi & Jared, 2015
- Microcaecilia marvaleewakeae Maciel & Hoogmoed, 2013
- Microcaecilia rochai Maciel & Hoogmoed, 2011
- Microcaecilia supernumeraria Taylor, 1969
- Microcaecilia trombetas Maciel & Hoogmoed, 2011
- Microcaecilia unicolor (Duméril, 1863)
- Mimosiphonops reinhardti Wilkinson & Nussbaum, 1992
- Mimosiphonops vermiculatus Taylor, 1968
- Siphonops annulatus (Mikan, 1820)
- Siphonops hardyi Boulenger, 1888
- Siphonops insulanus Ihering, 1911
- Siphonops leucoderus Taylor, 1968
- Siphonops paulensis Boettger, 1892

Família Typhlonectidae Taylor, 1968
- Atretochoana eiselti (Taylor,1968)
- Chthonerpeton arii Cascon & Lima-Verde, 1994

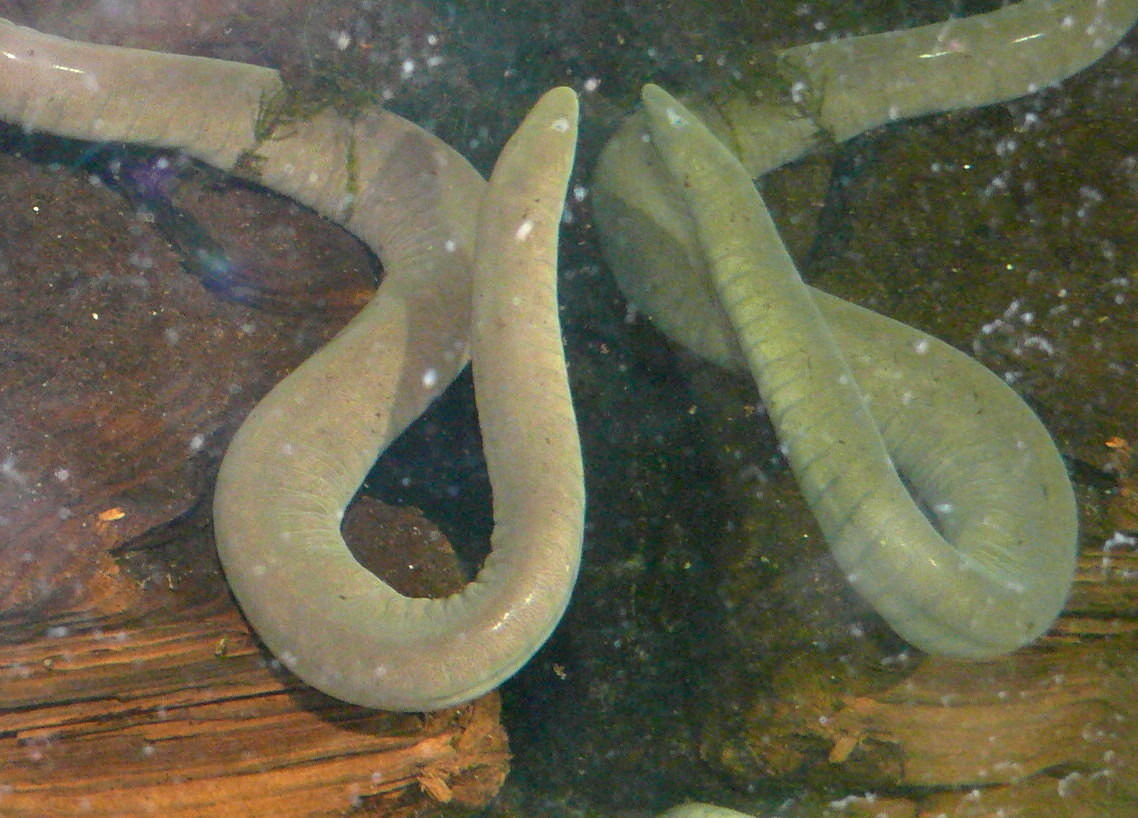
Typhlonectes compressicauda

- Chthonerpeton braestrupi Taylor, 1968
- Chthonerpeton exile Nussbaum & Wilkinson, 1987
- Chthonerpeton indistinctum (Reinhardt & Lütken, 1862)
- Chthonerpeton noctinectes da Silva, Britto-Pereira & Caramaschi, 2003
- Chthonerpeton perissodus Nussbaum & Wilkinson 1987
- Chthonerpeton viviparum Parker & Wettstein, 1929
- Nectocaecilia petersii (Boulenger, 1882)
- Potomotyphlus kaupii (Berthold, 1859)
- Typhlonectes compressicauda (Duméril & Bibron, 1841)